# Lista de asteroides (470001-471000)
Esta é uma lista parcial de asteroides, do asteroide número 470001 até o 471000, inclusive. Veja também o índice com todas as listas disponíveis.

| Objeto Próximos à Terra | Cinturão de asteroides (interno) | Cinturão de asteroides (externo) | Centauro       |
| Cruzador de Marte       | Cinturão de asteroides (meio)    | Troianos de Júpiter              | Transnetuniano |

Veja mais dados de cada asteroide na ligação externa para o Minor Planet Center na última coluna.
Índice: 470001... 470101... 470201... 470301... 470401... 470501... 470601... 470701... 470801... 470901... 

## 470001–470100
| Designação | Designação | Descoberta  | Descoberta      | Descobridor(es)                        | Categoria | Mais informações / Referência |
| Permanente | Provisória | Data        | Local           | Descobridor(es)                        | Categoria | Mais informações / Referência |
| ---------- | ---------- | ----------- | --------------- | -------------------------------------- | --------- | ----------------------------- |
| 470001     | 2006 KW119 | 19 dez 2004 | Mount Lemmon    | Mount Lemmon Survey                    | —         | MPC                           |
| 470002     | 2006 KW137 | 25 mai 2006 | Mauna Kea       | P. A. Wiegert                          | —         | MPC                           |
| 470003     | 2006 LK3   | 4 jun 2006  | Kitt Peak       | Spacewatch                             | —         | MPC                           |
| 470004     | 2006 MJ10  | 22 jun 2006 | Anderson Mesa   | LONEOS                                 | —         | MPC                           |
| 470005     | 2006 OD21  | 21 jul 2006 | Mount Lemmon    | Mount Lemmon Survey                    | —         | MPC                           |
| 470006     | 2006 OG21  | 21 jul 2006 | Mount Lemmon    | Mount Lemmon Survey                    | —         | MPC                           |
| 470007     | 2006 OQ21  | 21 jul 2006 | Mount Lemmon    | Mount Lemmon Survey                    | —         | MPC                           |
| 470008     | 2006 QP70  | 21 ago 2006 | Kitt Peak       | Spacewatch                             | —         | MPC                           |
| 470009     | 2006 QS110 | 27 ago 2006 | Kitt Peak       | Spacewatch                             | —         | MPC                           |
| 470010     | 2006 QV130 | 20 ago 2006 | Palomar         | NEAT                                   | —         | MPC                           |
| 470011     | 2006 QT141 | 21 mar 2002 | Kitt Peak       | Spacewatch                             | —         | MPC                           |
| 470012     | 2006 QD144 | 31 ago 2006 | Marly           | Naef Obs.                              | —         | MPC                           |
| 470013     | 2006 QU158 | 19 ago 2006 | Kitt Peak       | Spacewatch                             | —         | MPC                           |
| 470014     | 2006 QB183 | 19 ago 2006 | Kitt Peak       | Spacewatch                             | —         | MPC                           |
| 470015     | 2006 RO7   | 12 set 2006 | Catalina        | CSS                                    | —         | MPC                           |
| 470016     | 2006 RQ7   | 19 ago 2006 | Kitt Peak       | Spacewatch                             | —         | MPC                           |
| 470017     | 2006 RH46  | 14 set 2006 | Kitt Peak       | Spacewatch                             | Brangane  | MPC                           |
| 470018     | 2006 RK46  | 14 set 2006 | Kitt Peak       | Spacewatch                             | —         | MPC                           |
| 470019     | 2006 RS52  | 14 set 2006 | Kitt Peak       | Spacewatch                             | —         | MPC                           |
| 470020     | 2006 RE62  | 29 ago 2006 | Catalina        | CSS                                    | —         | MPC                           |
| 470021     | 2006 RL63  | 29 ago 2006 | Kitt Peak       | Spacewatch                             | —         | MPC                           |
| 470022     | 2006 RR72  | 15 set 2006 | Kitt Peak       | Spacewatch                             | —         | MPC                           |
| 470023     | 2006 RM73  | 15 set 2006 | Kitt Peak       | Spacewatch                             | —         | MPC                           |
| 470024     | 2006 RK80  | 15 set 2006 | Kitt Peak       | Spacewatch                             | —         | MPC                           |
| 470025     | 2006 RQ80  | 15 set 2006 | Kitt Peak       | Spacewatch                             | —         | MPC                           |
| 470026     | 2006 RD102 | 15 set 2006 | Kitt Peak       | Spacewatch                             | —         | MPC                           |
| 470027     | 2006 RC103 | 11 set 2006 | Apache Point    | A. C. Becker, A. W. Puckett, J. Kubica | —         | MPC                           |
| 470028     | 2006 SB4   | 16 set 2006 | Catalina        | CSS                                    | —         | MPC                           |
| 470029     | 2006 SG4   | 16 set 2006 | Catalina        | CSS                                    | —         | MPC                           |
| 470030     | 2006 SJ7   | 14 set 2006 | Kitt Peak       | Spacewatch                             | —         | MPC                           |
| 470031     | 2006 SX10  | 16 set 2006 | Kitt Peak       | Spacewatch                             | —         | MPC                           |
| 470032     | 2006 ST13  | 17 set 2006 | Socorro         | LINEAR                                 | —         | MPC                           |
| 470033     | 2006 SB16  | 17 set 2006 | Catalina        | CSS                                    | —         | MPC                           |
| 470034     | 2006 SL17  | 17 set 2006 | Kitt Peak       | Spacewatch                             | —         | MPC                           |
| 470035     | 2006 SA33  | 17 set 2006 | Kitt Peak       | Spacewatch                             | —         | MPC                           |
| 470036     | 2006 SB36  | 28 ago 2006 | Anderson Mesa   | LONEOS                                 | —         | MPC                           |
| 470037     | 2006 SB58  | 18 set 2006 | Kitt Peak       | Spacewatch                             | Brangane  | MPC                           |
| 470038     | 2006 SF62  | 1 dez 2003  | Kitt Peak       | Spacewatch                             | —         | MPC                           |
| 470039     | 2006 SG79  | 17 set 2006 | Kitt Peak       | Spacewatch                             | —         | MPC                           |
| 470040     | 2006 SG95  | 18 set 2006 | Kitt Peak       | Spacewatch                             | Brangane  | MPC                           |
| 470041     | 2006 SC97  | 18 set 2006 | Kitt Peak       | Spacewatch                             | —         | MPC                           |
| 470042     | 2006 SJ106 | 19 set 2006 | Kitt Peak       | Spacewatch                             | —         | MPC                           |
| 470043     | 2006 SC111 | 21 set 2006 | Anderson Mesa   | LONEOS                                 | —         | MPC                           |
| 470044     | 2006 SP128 | 17 set 2006 | Kitt Peak       | Spacewatch                             | —         | MPC                           |
| 470045     | 2006 SX130 | 24 set 2006 | Calvin-Rehoboth | L. A. Molnar                           | —         | MPC                           |
| 470046     | 2006 SL132 | 16 set 2006 | Catalina        | CSS                                    | —         | MPC                           |
| 470047     | 2006 SR165 | 21 jul 2006 | Mount Lemmon    | Mount Lemmon Survey                    | —         | MPC                           |
| 470048     | 2006 SN169 | 17 set 2006 | Catalina        | CSS                                    | —         | MPC                           |
| 470049     | 2006 SZ169 | 25 set 2006 | Kitt Peak       | Spacewatch                             | Brangane  | MPC                           |
| 470050     | 2006 SY181 | 25 set 2006 | Anderson Mesa   | LONEOS                                 | —         | MPC                           |
| 470051     | 2006 SS183 | 25 set 2006 | Mount Lemmon    | Mount Lemmon Survey                    | —         | MPC                           |
| 470052     | 2006 SH186 | 25 set 2006 | Kitt Peak       | Spacewatch                             | Brangane  | MPC                           |
| 470053     | 2006 SP195 | 17 mar 2004 | Kitt Peak       | Spacewatch                             | —         | MPC                           |
| 470054     | 2006 SX203 | 25 set 2006 | Kitt Peak       | Spacewatch                             | —         | MPC                           |
| 470055     | 2006 SJ207 | 25 set 2006 | Kitt Peak       | Spacewatch                             | —         | MPC                           |
| 470056     | 2006 SG209 | 21 jul 2006 | Mount Lemmon    | Mount Lemmon Survey                    | —         | MPC                           |
| 470057     | 2006 SD214 | 16 set 2006 | Kitt Peak       | Spacewatch                             | —         | MPC                           |
| 470058     | 2006 SX214 | 21 jul 2006 | Mount Lemmon    | Mount Lemmon Survey                    | —         | MPC                           |
| 470059     | 2006 SP217 | 28 set 2006 | Kitt Peak       | Spacewatch                             | —         | MPC                           |
| 470060     | 2006 SL223 | 18 set 2006 | Kitt Peak       | Spacewatch                             | Brangane  | MPC                           |
| 470061     | 2006 SX228 | 18 set 2006 | Kitt Peak       | Spacewatch                             | —         | MPC                           |
| 470062     | 2006 SK239 | 18 set 2006 | Kitt Peak       | Spacewatch                             | —         | MPC                           |
| 470063     | 2006 SH240 | 18 set 2006 | Kitt Peak       | Spacewatch                             | —         | MPC                           |
| 470064     | 2006 ST241 | 26 set 2006 | Mount Lemmon    | Mount Lemmon Survey                    | —         | MPC                           |
| 470065     | 2006 SQ254 | 14 set 2006 | Kitt Peak       | Spacewatch                             | Brangane  | MPC                           |
| 470066     | 2006 SB257 | 19 set 2006 | Kitt Peak       | Spacewatch                             | —         | MPC                           |
| 470067     | 2006 SH261 | 26 set 2006 | Kitt Peak       | Spacewatch                             | Brangane  | MPC                           |
| 470068     | 2006 SQ273 | 27 set 2006 | Socorro         | LINEAR                                 | —         | MPC                           |
| 470069     | 2006 ST278 | 17 set 2006 | Catalina        | CSS                                    | —         | MPC                           |
| 470070     | 2006 SD281 | 29 set 2006 | Anderson Mesa   | LONEOS                                 | —         | MPC                           |
| 470071     | 2006 SZ289 | 27 set 2006 | Catalina        | CSS                                    | —         | MPC                           |
| 470072     | 2006 SP297 | 25 set 2006 | Mount Lemmon    | Mount Lemmon Survey                    | —         | MPC                           |
| 470073     | 2006 SM310 | 17 set 2006 | Kitt Peak       | Spacewatch                             | —         | MPC                           |
| 470074     | 2006 SK314 | 17 set 2006 | Kitt Peak       | Spacewatch                             | —         | MPC                           |
| 470075     | 2006 SS321 | 27 set 2006 | Kitt Peak       | Spacewatch                             | —         | MPC                           |
| 470076     | 2006 SQ327 | 23 set 2006 | Kitt Peak       | Spacewatch                             | —         | MPC                           |
| 470077     | 2006 SQ331 | 19 set 2006 | Kitt Peak       | Spacewatch                             | —         | MPC                           |
| 470078     | 2006 SH343 | 28 set 2006 | Kitt Peak       | Spacewatch                             | —         | MPC                           |
| 470079     | 2006 SP354 | 30 set 2006 | Mount Lemmon    | Mount Lemmon Survey                    | —         | MPC                           |
| 470080     | 2006 SU354 | 30 set 2006 | Mount Lemmon    | Mount Lemmon Survey                    | Brangane  | MPC                           |
| 470081     | 2006 SM355 | 30 set 2006 | Catalina        | CSS                                    | —         | MPC                           |
| 470082     | 2006 SY359 | 18 set 2006 | Catalina        | CSS                                    | —         | MPC                           |
| 470083     | 2006 SG369 | 16 set 2006 | Apache Point    | A. C. Becker, A. W. Puckett, J. Kubica | —         | MPC                           |
| 470084     | 2006 SH380 | 27 set 2006 | Apache Point    | A. C. Becker                           | Brangane  | MPC                           |
| 470085     | 2006 SL380 | 27 set 2006 | Apache Point    | A. C. Becker                           | —         | MPC                           |
| 470086     | 2006 SH383 | 29 set 2006 | Apache Point    | A. C. Becker                           | —         | MPC                           |
| 470087     | 2006 SN388 | 30 set 2006 | Apache Point    | A. C. Becker                           | —         | MPC                           |
| 470088     | 2006 SZ388 | 30 set 2006 | Apache Point    | A. C. Becker                           | —         | MPC                           |
| 470089     | 2006 SU397 | 26 set 2006 | Mount Lemmon    | Mount Lemmon Survey                    | —         | MPC                           |
| 470090     | 2006 SN402 | 25 set 2006 | Mount Lemmon    | Mount Lemmon Survey                    | —         | MPC                           |
| 470091     | 2006 SC403 | 26 set 2006 | Mount Lemmon    | Mount Lemmon Survey                    | —         | MPC                           |
| 470092     | 2006 SM406 | 17 set 2006 | Kitt Peak       | Spacewatch                             | —         | MPC                           |
| 470093     | 2006 SR406 | 18 set 2006 | Anderson Mesa   | LONEOS                                 | —         | MPC                           |
| 470094     | 2006 TY15  | 17 set 2006 | Kitt Peak       | Spacewatch                             | Brangane  | MPC                           |
| 470095     | 2006 TU16  | 25 set 2006 | Mount Lemmon    | Mount Lemmon Survey                    | —         | MPC                           |
| 470096     | 2006 TR19  | 28 set 2006 | Mount Lemmon    | Mount Lemmon Survey                    | —         | MPC                           |
| 470097     | 2006 TF25  | 12 out 2006 | Kitt Peak       | Spacewatch                             | —         | MPC                           |
| 470098     | 2006 TL30  | 12 out 2006 | Kitt Peak       | Spacewatch                             | —         | MPC                           |
| 470099     | 2006 TT33  | 26 set 2006 | Mount Lemmon    | Mount Lemmon Survey                    | —         | MPC                           |
| 470100     | 2006 TU36  | 30 set 2006 | Mount Lemmon    | Mount Lemmon Survey                    | —         | MPC                           |

## 470101–470200
| Designação | Designação | Descoberta  | Descoberta   | Descobridor(es)     | Categoria | Mais informações / Referência |
| Permanente | Provisória | Data        | Local        | Descobridor(es)     | Categoria | Mais informações / Referência |
| ---------- | ---------- | ----------- | ------------ | ------------------- | --------- | ----------------------------- |
| 470101     | 2006 TS52  | 12 out 2006 | Kitt Peak    | Spacewatch          | —         | MPC                           |
| 470102     | 2006 TO53  | 12 out 2006 | Kitt Peak    | Spacewatch          | —         | MPC                           |
| 470103     | 2006 TH56  | 13 out 2006 | Kitt Peak    | Spacewatch          | —         | MPC                           |
| 470104     | 2006 TM56  | 4 out 2006  | Mount Lemmon | Mount Lemmon Survey | —         | MPC                           |
| 470105     | 2006 TY59  | 13 out 2006 | Kitt Peak    | Spacewatch          | —         | MPC                           |
| 470106     | 2006 TD68  | 11 out 2006 | Palomar      | NEAT                | —         | MPC                           |
| 470107     | 2006 TG81  | 4 out 2006  | Mount Lemmon | Mount Lemmon Survey | —         | MPC                           |
| 470108     | 2006 TU82  | 4 out 2006  | Mount Lemmon | Mount Lemmon Survey | —         | MPC                           |
| 470109     | 2006 TE85  | 4 out 2006  | Mount Lemmon | Mount Lemmon Survey | —         | MPC                           |
| 470110     | 2006 TQ86  | 13 out 2006 | Kitt Peak    | Spacewatch          | —         | MPC                           |
| 470111     | 2006 TQ90  | 4 out 2006  | Mount Lemmon | Mount Lemmon Survey | —         | MPC                           |
| 470112     | 2006 TF103 | 2 out 2006  | Mount Lemmon | Mount Lemmon Survey | —         | MPC                           |
| 470113     | 2006 TT103 | 15 out 2006 | Kitt Peak    | Spacewatch          | —         | MPC                           |
| 470114     | 2006 TM109 | 4 out 2006  | Mount Lemmon | Mount Lemmon Survey | —         | MPC                           |
| 470115     | 2006 TH117 | 3 out 2006  | Apache Point | A. C. Becker        | —         | MPC                           |
| 470116     | 2006 TM119 | 11 out 2006 | Apache Point | A. C. Becker        | —         | MPC                           |
| 470117     | 2006 TW122 | 12 out 2006 | Kitt Peak    | Spacewatch          | —         | MPC                           |
| 470118     | 2006 TK125 | 12 out 2006 | Kitt Peak    | Spacewatch          | —         | MPC                           |
| 470119     | 2006 TY125 | 13 out 2006 | Kitt Peak    | Spacewatch          | —         | MPC                           |
| 470120     | 2006 TB126 | 4 out 2006  | Mount Lemmon | Mount Lemmon Survey | —         | MPC                           |
| 470121     | 2006 TL129 | 13 out 2006 | Kitt Peak    | Spacewatch          | —         | MPC                           |
| 470122     | 2006 TV129 | 2 out 2006  | Mount Lemmon | Mount Lemmon Survey | —         | MPC                           |
| 470123     | 2006 UR2   | 16 out 2006 | Mount Lemmon | Mount Lemmon Survey | —         | MPC                           |
| 470124     | 2006 UB7   | 2 out 2006  | Mount Lemmon | Mount Lemmon Survey | —         | MPC                           |
| 470125     | 2006 UW15  | 17 out 2006 | Mount Lemmon | Mount Lemmon Survey | —         | MPC                           |
| 470126     | 2006 UQ16  | 17 out 2006 | Mount Lemmon | Mount Lemmon Survey | —         | MPC                           |
| 470127     | 2006 UW21  | 18 set 2006 | Kitt Peak    | Spacewatch          | —         | MPC                           |
| 470128     | 2006 UE24  | 16 out 2006 | Kitt Peak    | Spacewatch          | —         | MPC                           |
| 470129     | 2006 UA27  | 4 out 2006  | Mount Lemmon | Mount Lemmon Survey | —         | MPC                           |
| 470130     | 2006 UN28  | 16 out 2006 | Kitt Peak    | Spacewatch          | —         | MPC                           |
| 470131     | 2006 UW31  | 16 out 2006 | Kitt Peak    | Spacewatch          | —         | MPC                           |
| 470132     | 2006 UV33  | 16 out 2006 | Kitt Peak    | Spacewatch          | —         | MPC                           |
| 470133     | 2006 UX35  | 30 set 2006 | Mount Lemmon | Mount Lemmon Survey | —         | MPC                           |
| 470134     | 2006 UH43  | 16 out 2006 | Kitt Peak    | Spacewatch          | —         | MPC                           |
| 470135     | 2006 UU44  | 16 out 2006 | Kitt Peak    | Spacewatch          | —         | MPC                           |
| 470136     | 2006 UB46  | 16 out 2006 | Kitt Peak    | Spacewatch          | —         | MPC                           |
| 470137     | 2006 UF51  | 19 set 2006 | Kitt Peak    | Spacewatch          | —         | MPC                           |
| 470138     | 2006 UD53  | 17 out 2006 | Mount Lemmon | Mount Lemmon Survey | —         | MPC                           |
| 470139     | 2006 UH57  | 18 out 2006 | Kitt Peak    | Spacewatch          | Brangane  | MPC                           |
| 470140     | 2006 UP57  | 2 out 2006  | Mount Lemmon | Mount Lemmon Survey | —         | MPC                           |
| 470141     | 2006 UT60  | 19 out 2006 | Catalina     | CSS                 | —         | MPC                           |
| 470142     | 2006 UT69  | 16 out 2006 | Catalina     | CSS                 | —         | MPC                           |
| 470143     | 2006 UJ71  | 28 set 2006 | Mount Lemmon | Mount Lemmon Survey | —         | MPC                           |
| 470144     | 2006 UV72  | 26 set 2006 | Kitt Peak    | Spacewatch          | —         | MPC                           |
| 470145     | 2006 UE73  | 30 set 2006 | Kitt Peak    | Spacewatch          | Brangane  | MPC                           |
| 470146     | 2006 UG74  | 25 set 2006 | Kitt Peak    | Spacewatch          | —         | MPC                           |
| 470147     | 2006 UN78  | 25 set 2006 | Kitt Peak    | Spacewatch          | —         | MPC                           |
| 470148     | 2006 UK86  | 17 out 2006 | Mount Lemmon | Mount Lemmon Survey | —         | MPC                           |
| 470149     | 2006 UN88  | 17 out 2006 | Kitt Peak    | Spacewatch          | —         | MPC                           |
| 470150     | 2006 UP89  | 17 out 2006 | Kitt Peak    | Spacewatch          | —         | MPC                           |
| 470151     | 2006 UP94  | 3 out 2006  | Mount Lemmon | Mount Lemmon Survey | —         | MPC                           |
| 470152     | 2006 UL96  | 18 out 2006 | Kitt Peak    | Spacewatch          | —         | MPC                           |
| 470153     | 2006 US97  | 3 out 2006  | Mount Lemmon | Mount Lemmon Survey | —         | MPC                           |
| 470154     | 2006 UO99  | 3 out 2006  | Mount Lemmon | Mount Lemmon Survey | —         | MPC                           |
| 470155     | 2006 UF103 | 25 set 2006 | Mount Lemmon | Mount Lemmon Survey | —         | MPC                           |
| 470156     | 2006 UV112 | 18 set 2006 | Kitt Peak    | Spacewatch          | —         | MPC                           |
| 470157     | 2006 UG114 | 24 set 2006 | Kitt Peak    | Spacewatch          | —         | MPC                           |
| 470158     | 2006 UD116 | 19 out 2006 | Kitt Peak    | Spacewatch          | —         | MPC                           |
| 470159     | 2006 UG125 | 19 out 2006 | Kitt Peak    | Spacewatch          | —         | MPC                           |
| 470160     | 2006 UV126 | 11 out 2006 | Kitt Peak    | Spacewatch          | —         | MPC                           |
| 470161     | 2006 UR131 | 19 out 2006 | Kitt Peak    | Spacewatch          | —         | MPC                           |
| 470162     | 2006 UU142 | 4 out 2006  | Mount Lemmon | Mount Lemmon Survey | —         | MPC                           |
| 470163     | 2006 UP149 | 15 set 2006 | Kitt Peak    | Spacewatch          | —         | MPC                           |
| 470164     | 2006 UQ151 | 13 out 2006 | Kitt Peak    | Spacewatch          | —         | MPC                           |
| 470165     | 2006 UE152 | 20 out 2006 | Mount Lemmon | Mount Lemmon Survey | —         | MPC                           |
| 470166     | 2006 UH153 | 21 out 2006 | Kitt Peak    | Spacewatch          | —         | MPC                           |
| 470167     | 2006 UP179 | 16 out 2006 | Catalina     | CSS                 | —         | MPC                           |
| 470168     | 2006 UO194 | 20 out 2006 | Kitt Peak    | Spacewatch          | —         | MPC                           |
| 470169     | 2006 UK196 | 20 out 2006 | Kitt Peak    | Spacewatch          | —         | MPC                           |
| 470170     | 2006 UO197 | 27 set 2006 | Mount Lemmon | Mount Lemmon Survey | —         | MPC                           |
| 470171     | 2006 UG201 | 21 out 2006 | Kitt Peak    | Spacewatch          | —         | MPC                           |
| 470172     | 2006 UP219 | 18 set 2006 | Catalina     | CSS                 | Flora     | MPC                           |
| 470173     | 2006 UM237 | 26 set 2006 | Mount Lemmon | Mount Lemmon Survey | —         | MPC                           |
| 470174     | 2006 UH239 | 13 out 2006 | Kitt Peak    | Spacewatch          | —         | MPC                           |
| 470175     | 2006 UT241 | 27 out 2006 | Kitt Peak    | Spacewatch          | —         | MPC                           |
| 470176     | 2006 UR258 | 28 out 2006 | Mount Lemmon | Mount Lemmon Survey | —         | MPC                           |
| 470177     | 2006 UH277 | 28 abr 2004 | Kitt Peak    | Spacewatch          | —         | MPC                           |
| 470178     | 2006 UC282 | 12 out 2006 | Kitt Peak    | Spacewatch          | —         | MPC                           |
| 470179     | 2006 UA284 | 26 set 2006 | Mount Lemmon | Mount Lemmon Survey | Brangane  | MPC                           |
| 470180     | 2006 UH332 | 4 out 2006  | Mount Lemmon | Mount Lemmon Survey | —         | MPC                           |
| 470181     | 2006 UX335 | 19 out 2006 | Mount Lemmon | Mount Lemmon Survey | —         | MPC                           |
| 470182     | 2006 UC350 | 16 out 2006 | Kitt Peak    | Spacewatch          | —         | MPC                           |
| 470183     | 2006 UA359 | 20 out 2006 | Kitt Peak    | Spacewatch          | —         | MPC                           |
| 470184     | 2006 UT359 | 21 out 2006 | Kitt Peak    | Spacewatch          | —         | MPC                           |
| 470185     | 2006 VT7   | 10 nov 2006 | Kitt Peak    | Spacewatch          | —         | MPC                           |
| 470186     | 2006 VJ12  | 11 nov 2006 | Mount Lemmon | Mount Lemmon Survey | —         | MPC                           |
| 470187     | 2006 VY12  | 13 nov 2006 | Catalina     | CSS                 | —         | MPC                           |
| 470188     | 2006 VF15  | 21 out 2006 | Kitt Peak    | Spacewatch          | —         | MPC                           |
| 470189     | 2006 VM16  | 9 nov 2006  | Kitt Peak    | Spacewatch          | —         | MPC                           |
| 470190     | 2006 VJ23  | 27 out 2006 | Mount Lemmon | Mount Lemmon Survey | —         | MPC                           |
| 470191     | 2006 VB28  | 27 set 2006 | Mount Lemmon | Mount Lemmon Survey | Flora     | MPC                           |
| 470192     | 2006 VW32  | 12 out 2006 | Kitt Peak    | Spacewatch          | —         | MPC                           |
| 470193     | 2006 VF35  | 11 nov 2006 | Mount Lemmon | Mount Lemmon Survey | —         | MPC                           |
| 470194     | 2006 VH42  | 17 out 2006 | Mount Lemmon | Mount Lemmon Survey | —         | MPC                           |
| 470195     | 2006 VB44  | 27 set 2006 | Mount Lemmon | Mount Lemmon Survey | —         | MPC                           |
| 470196     | 2006 VV44  | 2 nov 2006  | Catalina     | CSS                 | —         | MPC                           |
| 470197     | 2006 VT48  | 20 out 2006 | Mount Lemmon | Mount Lemmon Survey | —         | MPC                           |
| 470198     | 2006 VB51  | 10 nov 2006 | Kitt Peak    | Spacewatch          | —         | MPC                           |
| 470199     | 2006 VZ54  | 11 nov 2006 | Kitt Peak    | Spacewatch          | —         | MPC                           |
| 470200     | 2006 VP55  | 28 set 2006 | Mount Lemmon | Mount Lemmon Survey | —         | MPC                           |

## 470201–470300
| Designação | Designação | Descoberta  | Descoberta    | Descobridor(es)     | Categoria | Mais informações / Referência |
| Permanente | Provisória | Data        | Local         | Descobridor(es)     | Categoria | Mais informações / Referência |
| ---------- | ---------- | ----------- | ------------- | ------------------- | --------- | ----------------------------- |
| 470201     | 2006 VF57  | 11 nov 2006 | Kitt Peak     | Spacewatch          | —         | MPC                           |
| 470202     | 2006 VD60  | 27 set 2006 | Mount Lemmon  | Mount Lemmon Survey | —         | MPC                           |
| 470203     | 2006 VF72  | 17 out 2006 | Mount Lemmon  | Mount Lemmon Survey | —         | MPC                           |
| 470204     | 2006 VV78  | 23 out 2006 | Mount Lemmon  | Mount Lemmon Survey | —         | MPC                           |
| 470205     | 2006 VZ110 | 13 nov 2006 | Kitt Peak     | Spacewatch          | —         | MPC                           |
| 470206     | 2006 VQ112 | 13 nov 2006 | Kitt Peak     | Spacewatch          | —         | MPC                           |
| 470207     | 2006 VK119 | 4 out 2006  | Mount Lemmon  | Mount Lemmon Survey | —         | MPC                           |
| 470208     | 2006 VJ139 | 28 set 2006 | Mount Lemmon  | Mount Lemmon Survey | —         | MPC                           |
| 470209     | 2006 VG143 | 14 nov 2006 | Socorro       | LINEAR              | —         | MPC                           |
| 470210     | 2006 VW170 | 1 nov 2006  | Mount Lemmon  | Mount Lemmon Survey | —         | MPC                           |
| 470211     | 2006 VE173 | 11 nov 2006 | Kitt Peak     | Spacewatch          | —         | MPC                           |
| 470212     | 2006 WM19  | 17 nov 2006 | Mount Lemmon  | Mount Lemmon Survey | —         | MPC                           |
| 470213     | 2006 WH23  | 17 nov 2006 | Mount Lemmon  | Mount Lemmon Survey | —         | MPC                           |
| 470214     | 2006 WF29  | 22 nov 2006 | Eskridge      | Farpoint Obs.       | —         | MPC                           |
| 470215     | 2006 WP29  | 22 nov 2006 | Siding Spring | SSS                 | —         | MPC                           |
| 470216     | 2006 WL30  | 31 out 2006 | Kitt Peak     | Spacewatch          | —         | MPC                           |
| 470217     | 2006 WS31  | 18 out 2006 | Kitt Peak     | Spacewatch          | —         | MPC                           |
| 470218     | 2006 WJ32  | 16 nov 2006 | Kitt Peak     | Spacewatch          | —         | MPC                           |
| 470219     | 2006 WZ39  | 16 nov 2006 | Kitt Peak     | Spacewatch          | —         | MPC                           |
| 470220     | 2006 WD49  | 28 set 2006 | Mount Lemmon  | Mount Lemmon Survey | —         | MPC                           |
| 470221     | 2006 WD85  | 18 nov 2006 | Kitt Peak     | Spacewatch          | —         | MPC                           |
| 470222     | 2006 WG88  | 23 out 2006 | Mount Lemmon  | Mount Lemmon Survey | —         | MPC                           |
| 470223     | 2006 WV97  | 11 nov 2006 | Kitt Peak     | Spacewatch          | —         | MPC                           |
| 470224     | 2006 WA98  | 19 nov 2006 | Kitt Peak     | Spacewatch          | —         | MPC                           |
| 470225     | 2006 WM98  | 19 nov 2006 | Kitt Peak     | Spacewatch          | —         | MPC                           |
| 470226     | 2006 WO100 | 19 nov 2006 | Socorro       | LINEAR              | —         | MPC                           |
| 470227     | 2006 WR100 | 19 nov 2006 | Socorro       | LINEAR              | —         | MPC                           |
| 470228     | 2006 WN105 | 28 out 2006 | Mount Lemmon  | Mount Lemmon Survey | Ursula    | MPC                           |
| 470229     | 2006 WY108 | 19 nov 2006 | Kitt Peak     | Spacewatch          | —         | MPC                           |
| 470230     | 2006 WX119 | 27 set 2006 | Mount Lemmon  | Mount Lemmon Survey | —         | MPC                           |
| 470231     | 2006 WB129 | 22 nov 2006 | Catalina      | CSS                 | —         | MPC                           |
| 470232     | 2006 WM130 | 28 nov 2006 | Socorro       | LINEAR              | —         | MPC                           |
| 470233     | 2006 WO156 | 21 out 2006 | Mount Lemmon  | Mount Lemmon Survey | —         | MPC                           |
| 470234     | 2006 WF157 | 22 nov 2006 | Catalina      | CSS                 | —         | MPC                           |
| 470235     | 2006 WK170 | 11 nov 2006 | Kitt Peak     | Spacewatch          | —         | MPC                           |
| 470236     | 2006 WR172 | 23 nov 2006 | Kitt Peak     | Spacewatch          | —         | MPC                           |
| 470237     | 2006 WV172 | 11 nov 2006 | Kitt Peak     | Spacewatch          | —         | MPC                           |
| 470238     | 2006 WJ192 | 31 out 2006 | Mount Lemmon  | Mount Lemmon Survey | —         | MPC                           |
| 470239     | 2006 WE195 | 29 nov 2006 | Socorro       | LINEAR              | —         | MPC                           |
| 470240     | 2006 WK202 | 23 nov 2006 | Kitt Peak     | Spacewatch          | —         | MPC                           |
| 470241     | 2006 XS5   | 23 out 2006 | Mount Lemmon  | Mount Lemmon Survey | —         | MPC                           |
| 470242     | 2006 XD26  | 1 dez 2006  | Mount Lemmon  | Mount Lemmon Survey | —         | MPC                           |
| 470243     | 2006 XM37  | 18 nov 2006 | Mount Lemmon  | Mount Lemmon Survey | —         | MPC                           |
| 470244     | 2006 XQ44  | 18 nov 2006 | Kitt Peak     | Spacewatch          | —         | MPC                           |
| 470245     | 2006 XZ62  | 15 dez 2006 | Mount Lemmon  | Mount Lemmon Survey | —         | MPC                           |
| 470246     | 2006 XE63  | 16 nov 2006 | Kitt Peak     | Spacewatch          | —         | MPC                           |
| 470247     | 2006 XA71  | 30 ago 2005 | Kitt Peak     | Spacewatch          | —         | MPC                           |
| 470248     | 2006 XP71  | 23 out 2006 | Mount Lemmon  | Mount Lemmon Survey | —         | MPC                           |
| 470249     | 2006 XX71  | 11 dez 2006 | Kitt Peak     | Spacewatch          | —         | MPC                           |
| 470250     | 2006 XP72  | 12 dez 2006 | Kitt Peak     | Spacewatch          | —         | MPC                           |
| 470251     | 2006 YQ    | 24 nov 2006 | Kitt Peak     | Spacewatch          | —         | MPC                           |
| 470252     | 2006 YJ7   | 20 dez 2006 | Palomar       | NEAT                | —         | MPC                           |
| 470253     | 2006 YW30  | 21 dez 2006 | Kitt Peak     | Spacewatch          | —         | MPC                           |
| 470254     | 2006 YW35  | 21 dez 2006 | Kitt Peak     | Spacewatch          | —         | MPC                           |
| 470255     | 2006 YN37  | 1 nov 2006  | Mount Lemmon  | Mount Lemmon Survey | —         | MPC                           |
| 470256     | 2006 YP42  | 23 dez 2006 | Catalina      | CSS                 | —         | MPC                           |
| 470257     | 2006 YQ54  | 26 dez 2006 | Kitt Peak     | Spacewatch          | —         | MPC                           |
| 470258     | 2006 YV55  | 25 dez 2006 | Catalina      | CSS                 | —         | MPC                           |
| 470259     | 2007 AF7   | 14 dez 2006 | Kitt Peak     | Spacewatch          | —         | MPC                           |
| 470260     | 2007 AX10  | 8 jan 2007  | Mount Lemmon  | Mount Lemmon Survey | —         | MPC                           |
| 470261     | 2007 AP16  | 10 jan 2007 | Mount Lemmon  | Mount Lemmon Survey | —         | MPC                           |
| 470262     | 2007 AV30  | 8 jan 2007  | Mount Lemmon  | Mount Lemmon Survey | —         | MPC                           |
| 470263     | 2007 BJ3   | 9 jan 2007  | Mount Lemmon  | Mount Lemmon Survey | —         | MPC                           |
| 470264     | 2007 BL4   | 26 dez 2006 | Kitt Peak     | Spacewatch          | —         | MPC                           |
| 470265     | 2007 BX7   | 17 jan 2007 | Catalina      | CSS                 | —         | MPC                           |
| 470266     | 2007 BM23  | 24 jan 2007 | Mount Lemmon  | Mount Lemmon Survey | —         | MPC                           |
| 470267     | 2007 BJ38  | 24 jan 2007 | Catalina      | CSS                 | —         | MPC                           |
| 470268     | 2007 BR53  | 9 jan 2007  | Mount Lemmon  | Mount Lemmon Survey | —         | MPC                           |
| 470269     | 2007 BP56  | 16 nov 2006 | Mount Lemmon  | Mount Lemmon Survey | —         | MPC                           |
| 470270     | 2007 BL59  | 16 nov 2006 | Catalina      | CSS                 | —         | MPC                           |
| 470271     | 2007 BH61  | 9 jan 2007  | Mount Lemmon  | Mount Lemmon Survey | —         | MPC                           |
| 470272     | 2007 BX75  | 27 jan 2007 | Kitt Peak     | Spacewatch          | —         | MPC                           |
| 470273     | 2007 BP76  | 17 jan 2007 | Kitt Peak     | Spacewatch          | —         | MPC                           |
| 470274     | 2007 CL38  | 27 jan 2007 | Mount Lemmon  | Mount Lemmon Survey | —         | MPC                           |
| 470275     | 2007 CC48  | 15 jan 2007 | Catalina      | CSS                 | —         | MPC                           |
| 470276     | 2007 CS52  | 10 fev 2007 | Catalina      | CSS                 | —         | MPC                           |
| 470277     | 2007 CU53  | 15 fev 2007 | Palomar       | NEAT                | Juno      | MPC                           |
| 470278     | 2007 DO5   | 15 nov 2006 | Mount Lemmon  | Mount Lemmon Survey | —         | MPC                           |
| 470279     | 2007 DX11  | 17 jan 2007 | Catalina      | CSS                 | —         | MPC                           |
| 470280     | 2007 DF14  | 8 fev 2007  | Kitt Peak     | Spacewatch          | —         | MPC                           |
| 470281     | 2007 DB45  | 19 fev 2007 | Mount Lemmon  | Mount Lemmon Survey | —         | MPC                           |
| 470282     | 2007 DN49  | 21 dez 2006 | Mount Lemmon  | Mount Lemmon Survey | —         | MPC                           |
| 470283     | 2007 DJ86  | 22 fev 2007 | Catalina      | CSS                 | —         | MPC                           |
| 470284     | 2007 ED82  | 11 mar 2007 | Anderson Mesa | LONEOS              | —         | MPC                           |
| 470285     | 2007 EB85  | 12 mar 2007 | Catalina      | CSS                 | —         | MPC                           |
| 470286     | 2007 EQ87  | 13 mar 2007 | Mount Lemmon  | Mount Lemmon Survey | —         | MPC                           |
| 470287     | 2007 EY91  | 10 mar 2007 | Kitt Peak     | Spacewatch          | —         | MPC                           |
| 470288     | 2007 EW134 | 10 mar 2007 | Palomar       | NEAT                | —         | MPC                           |
| 470289     | 2007 EM135 | 10 mar 2007 | Mount Lemmon  | Mount Lemmon Survey | —         | MPC                           |
| 470290     | 2007 EF138 | 27 jan 2007 | Mount Lemmon  | Mount Lemmon Survey | —         | MPC                           |
| 470291     | 2007 EX151 | 26 fev 2007 | Mount Lemmon  | Mount Lemmon Survey | —         | MPC                           |
| 470292     | 2007 EZ151 | 12 mar 2007 | Mount Lemmon  | Mount Lemmon Survey | —         | MPC                           |
| 470293     | 2007 EF224 | 15 mar 2007 | Kitt Peak     | Spacewatch          | —         | MPC                           |
| 470294     | 2007 FA38  | 25 mar 2007 | Catalina      | CSS                 | —         | MPC                           |
| 470295     | 2007 GK    | 14 mar 2007 | Kitt Peak     | Spacewatch          | —         | MPC                           |
| 470296     | 2007 GT9   | 11 mar 2007 | Catalina      | CSS                 | —         | MPC                           |
| 470297     | 2007 GW18  | 11 abr 2007 | Kitt Peak     | Spacewatch          | —         | MPC                           |
| 470298     | 2007 GU37  | 15 mar 2007 | Mount Lemmon  | Mount Lemmon Survey | —         | MPC                           |
| 470299     | 2007 GH46  | 14 abr 2007 | Kitt Peak     | Spacewatch          | —         | MPC                           |
| 470300     | 2007 GB49  | 14 abr 2007 | Kitt Peak     | Spacewatch          | —         | MPC                           |

## 470301–470400
| Designação | Designação | Descoberta  | Descoberta      | Descobridor(es)        | Categoria | Mais informações / Referência |
| Permanente | Provisória | Data        | Local           | Descobridor(es)        | Categoria | Mais informações / Referência |
| ---------- | ---------- | ----------- | --------------- | ---------------------- | --------- | ----------------------------- |
| 470301     | 2007 GU55  | 15 abr 2007 | Kitt Peak       | Spacewatch             | —         | MPC                           |
| 470302     | 2007 HR37  | 20 abr 2007 | Kitt Peak       | Spacewatch             | —         | MPC                           |
| 470303     | 2007 HX46  | 20 abr 2007 | Kitt Peak       | Spacewatch             | Eos       | MPC                           |
| 470304     | 2007 HW87  | 25 abr 2007 | Kitt Peak       | Spacewatch             | —         | MPC                           |
| 470305     | 2007 JK    | 25 abr 2007 | Mount Lemmon    | Mount Lemmon Survey    | —         | MPC                           |
| 470306     | 2007 JE17  | 7 mai 2007  | Kitt Peak       | Spacewatch             | —         | MPC                           |
| 470307     | 2007 JB37  | 10 mai 2007 | Anderson Mesa   | LONEOS                 | —         | MPC                           |
| 470308     | 2007 JH43  | 10 mai 2007 | Palomar         | Palomar Obs.           | —         | MPC                           |
| 470309     | 2007 JK43  | 10 mai 2007 | Palomar         | Palomar Obs.           | —         | MPC                           |
| 470310     | 2007 LB15  | 13 jun 2007 | Catalina        | CSS                    | —         | MPC                           |
| 470311     | 2007 LF21  | 11 mai 2007 | Kitt Peak       | Spacewatch             | —         | MPC                           |
| 470312     | 2007 LL31  | 26 abr 2007 | Mount Lemmon    | Mount Lemmon Survey    | —         | MPC                           |
| 470313     | 2007 MA15  | 16 jun 2007 | Kitt Peak       | Spacewatch             | —         | MPC                           |
| 470314     | 2007 MU16  | 25 abr 2007 | Mount Lemmon    | Mount Lemmon Survey    | —         | MPC                           |
| 470315     | 2007 NY4   | 9 jun 2007  | Siding Spring   | SSS                    | —         | MPC                           |
| 470316     | 2007 OC10  | 22 jul 2007 | Palomar         | Palomar Obs.           | —         | MPC                           |
| 470317     | 2007 PJ21  | 19 jul 2007 | Socorro         | LINEAR                 | —         | MPC                           |
| 470318     | 2007 PM23  | 12 ago 2007 | Socorro         | LINEAR                 | —         | MPC                           |
| 470319     | 2007 PY43  | 13 ago 2007 | Socorro         | LINEAR                 | Phocaea   | MPC                           |
| 470320     | 2007 PC46  | 10 ago 2007 | Kitt Peak       | Spacewatch             | —         | MPC                           |
| 470321     | 2007 PL47  | 10 ago 2007 | Kitt Peak       | Spacewatch             | —         | MPC                           |
| 470322     | 2007 PC50  | 10 ago 2007 | Kitt Peak       | Spacewatch             | —         | MPC                           |
| 470323     | 2007 PN50  | 10 ago 2007 | Kitt Peak       | Spacewatch             | —         | MPC                           |
| 470324     | 2007 QX3   | 16 ago 2007 | San Marcello    | Pistoia Mountains Obs. | —         | MPC                           |
| 470325     | 2007 QK7   | 21 ago 2007 | Anderson Mesa   | LONEOS                 | —         | MPC                           |
| 470326     | 2007 RB5   | 1 set 2007  | Siding Spring   | K. Sárneczky, L. Kiss  | —         | MPC                           |
| 470327     | 2007 RQ7   | 5 set 2007  | La Sagra        | Mallorca Obs.          | —         | MPC                           |
| 470328     | 2007 RP11  | 10 set 2007 | Dauban          | Chante-Perdrix Obs.    | —         | MPC                           |
| 470329     | 2007 RB13  | 2 set 2007  | Catalina        | CSS                    | —         | MPC                           |
| 470330     | 2007 RC29  | 4 set 2007  | Mount Lemmon    | Mount Lemmon Survey    | —         | MPC                           |
| 470331     | 2007 RD31  | 5 set 2007  | Catalina        | CSS                    | —         | MPC                           |
| 470332     | 2007 RD33  | 5 set 2007  | Anderson Mesa   | LONEOS                 | —         | MPC                           |
| 470333     | 2007 RP34  | 6 set 2007  | Anderson Mesa   | LONEOS                 | —         | MPC                           |
| 470334     | 2007 RS35  | 5 set 2007  | Catalina        | CSS                    | —         | MPC                           |
| 470335     | 2007 RV49  | 9 set 2007  | Mount Lemmon    | Mount Lemmon Survey    | —         | MPC                           |
| 470336     | 2007 RM50  | 9 set 2007  | Kitt Peak       | Spacewatch             | —         | MPC                           |
| 470337     | 2007 RB51  | 9 set 2007  | Kitt Peak       | Spacewatch             | —         | MPC                           |
| 470338     | 2007 RN81  | 10 set 2007 | Mount Lemmon    | Mount Lemmon Survey    | —         | MPC                           |
| 470339     | 2007 RY97  | 10 set 2007 | Kitt Peak       | Spacewatch             | —         | MPC                           |
| 470340     | 2007 RP112 | 11 set 2007 | Kitt Peak       | Spacewatch             | —         | MPC                           |
| 470341     | 2007 RB119 | 11 set 2007 | Purple Mountain | PMO NEO                | —         | MPC                           |
| 470342     | 2007 RM140 | 12 set 2007 | Anderson Mesa   | LONEOS                 | —         | MPC                           |
| 470343     | 2007 RA147 | 21 ago 2007 | Anderson Mesa   | LONEOS                 | —         | MPC                           |
| 470344     | 2007 RV162 | 10 set 2007 | Kitt Peak       | Spacewatch             | —         | MPC                           |
| 470345     | 2007 RA165 | 10 set 2007 | Kitt Peak       | Spacewatch             | —         | MPC                           |
| 470346     | 2007 RA166 | 10 set 2007 | Kitt Peak       | Spacewatch             | —         | MPC                           |
| 470347     | 2007 RM169 | 10 set 2007 | Kitt Peak       | Spacewatch             | —         | MPC                           |
| 470348     | 2007 RG180 | 11 set 2007 | Catalina        | CSS                    | —         | MPC                           |
| 470349     | 2007 RA188 | 12 set 2007 | Anderson Mesa   | LONEOS                 | Eos       | MPC                           |
| 470350     | 2007 RP223 | 8 set 2007  | Mount Lemmon    | Mount Lemmon Survey    | —         | MPC                           |
| 470351     | 2007 RX226 | 10 set 2007 | Kitt Peak       | Spacewatch             | —         | MPC                           |
| 470352     | 2007 RM265 | 23 ago 2007 | Kitt Peak       | Spacewatch             | —         | MPC                           |
| 470353     | 2007 RA272 | 15 set 2007 | Kitt Peak       | Spacewatch             | —         | MPC                           |
| 470354     | 2007 RF289 | 11 set 2007 | Kitt Peak       | Spacewatch             | —         | MPC                           |
| 470355     | 2007 RU299 | 13 set 2007 | Mount Lemmon    | Mount Lemmon Survey    | —         | MPC                           |
| 470356     | 2007 RU311 | 4 set 2007  | Catalina        | CSS                    | —         | MPC                           |
| 470357     | 2007 RW313 | 12 set 2007 | Catalina        | CSS                    | —         | MPC                           |
| 470358     | 2007 RA326 | 15 set 2007 | Mount Lemmon    | Mount Lemmon Survey    | —         | MPC                           |
| 470359     | 2007 SG4   | 18 set 2007 | Socorro         | LINEAR                 | —         | MPC                           |
| 470360     | 2007 SL11  | 11 ago 2007 | Socorro         | LINEAR                 | —         | MPC                           |
| 470361     | 2007 SV21  | 19 set 2007 | Kitt Peak       | Spacewatch             | —         | MPC                           |
| 470362     | 2007 SL22  | 18 set 2007 | Kitt Peak       | Spacewatch             | —         | MPC                           |
| 470363     | 2007 SR23  | 25 set 2007 | Mount Lemmon    | Mount Lemmon Survey    | Brangane  | MPC                           |
| 470364     | 2007 TF11  | 9 set 2007  | Anderson Mesa   | LONEOS                 | —         | MPC                           |
| 470365     | 2007 TM53  | 4 out 2007  | Kitt Peak       | Spacewatch             | —         | MPC                           |
| 470366     | 2007 TB57  | 4 out 2007  | Kitt Peak       | Spacewatch             | —         | MPC                           |
| 470367     | 2007 TQ68  | 21 jun 2007 | Mount Lemmon    | Mount Lemmon Survey    | —         | MPC                           |
| 470368     | 2007 TC69  | 8 out 2007  | Mount Lemmon    | Mount Lemmon Survey    | —         | MPC                           |
| 470369     | 2007 TN88  | 8 out 2007  | Mount Lemmon    | Mount Lemmon Survey    | —         | MPC                           |
| 470370     | 2007 TD111 | 12 set 2007 | Catalina        | CSS                    | —         | MPC                           |
| 470371     | 2007 TV116 | 9 out 2007  | Catalina        | CSS                    | —         | MPC                           |
| 470372     | 2007 TU125 | 15 set 2007 | Mount Lemmon    | Mount Lemmon Survey    | —         | MPC                           |
| 470373     | 2007 TO133 | 7 out 2007  | Mount Lemmon    | Mount Lemmon Survey    | —         | MPC                           |
| 470374     | 2007 TL145 | 6 out 2007  | Socorro         | LINEAR                 | —         | MPC                           |
| 470375     | 2007 TS166 | 12 out 2007 | Socorro         | LINEAR                 | —         | MPC                           |
| 470376     | 2007 TG176 | 5 out 2007  | Kitt Peak       | Spacewatch             | —         | MPC                           |
| 470377     | 2007 TR178 | 7 out 2007  | Mount Lemmon    | Mount Lemmon Survey    | —         | MPC                           |
| 470378     | 2007 TX225 | 8 out 2007  | Kitt Peak       | Spacewatch             | —         | MPC                           |
| 470379     | 2007 TJ238 | 10 out 2007 | Charleston      | ARO                    | —         | MPC                           |
| 470380     | 2007 TU258 | 10 out 2007 | Mount Lemmon    | Mount Lemmon Survey    | —         | MPC                           |
| 470381     | 2007 TA290 | 12 out 2007 | Catalina        | CSS                    | —         | MPC                           |
| 470382     | 2007 TO300 | 8 out 2007  | Kitt Peak       | Spacewatch             | —         | MPC                           |
| 470383     | 2007 TM313 | 11 out 2007 | Mount Lemmon    | Mount Lemmon Survey    | —         | MPC                           |
| 470384     | 2007 TF318 | 12 out 2007 | Kitt Peak       | Spacewatch             | —         | MPC                           |
| 470385     | 2007 TW322 | 11 out 2007 | Kitt Peak       | Spacewatch             | —         | MPC                           |
| 470386     | 2007 TD328 | 11 out 2007 | Kitt Peak       | Spacewatch             | —         | MPC                           |
| 470387     | 2007 TO332 | 11 out 2007 | Kitt Peak       | Spacewatch             | —         | MPC                           |
| 470388     | 2007 TP333 | 11 out 2007 | Kitt Peak       | Spacewatch             | —         | MPC                           |
| 470389     | 2007 TU346 | 13 out 2007 | Mount Lemmon    | Mount Lemmon Survey    | —         | MPC                           |
| 470390     | 2007 TX377 | 12 out 2007 | Catalina        | CSS                    | —         | MPC                           |
| 470391     | 2007 TW380 | 14 out 2007 | Kitt Peak       | Spacewatch             | —         | MPC                           |
| 470392     | 2007 TV389 | 15 set 2007 | Catalina        | CSS                    | —         | MPC                           |
| 470393     | 2007 TT390 | 8 out 2007  | Mount Lemmon    | Mount Lemmon Survey    | —         | MPC                           |
| 470394     | 2007 TB399 | 15 out 2007 | Kitt Peak       | Spacewatch             | —         | MPC                           |
| 470395     | 2007 TK420 | 9 out 2007  | Catalina        | CSS                    | —         | MPC                           |
| 470396     | 2007 TY437 | 12 out 2007 | Mount Lemmon    | Mount Lemmon Survey    | —         | MPC                           |
| 470397     | 2007 TD447 | 10 out 2007 | Mount Lemmon    | Mount Lemmon Survey    | —         | MPC                           |
| 470398     | 2007 UN20  | 9 out 2007  | Kitt Peak       | Spacewatch             | —         | MPC                           |
| 470399     | 2007 UG24  | 8 out 2007  | Mount Lemmon    | Mount Lemmon Survey    | —         | MPC                           |
| 470400     | 2007 UY34  | 19 out 2007 | Kitt Peak       | Spacewatch             | —         | MPC                           |

## 470401–470500
| Designação | Designação | Descoberta  | Descoberta    | Descobridor(es)     | Categoria | Mais informações / Referência |
| Permanente | Provisória | Data        | Local         | Descobridor(es)     | Categoria | Mais informações / Referência |
| ---------- | ---------- | ----------- | ------------- | ------------------- | --------- | ----------------------------- |
| 470401     | 2007 UD41  | 16 out 2007 | Kitt Peak     | Spacewatch          | —         | MPC                           |
| 470402     | 2007 UJ47  | 17 out 2007 | Mount Lemmon  | Mount Lemmon Survey | —         | MPC                           |
| 470403     | 2007 UV71  | 30 out 2007 | Mount Lemmon  | Mount Lemmon Survey | —         | MPC                           |
| 470404     | 2007 UD79  | 10 out 2007 | Kitt Peak     | Spacewatch          | —         | MPC                           |
| 470405     | 2007 UT81  | 30 out 2007 | Kitt Peak     | Spacewatch          | —         | MPC                           |
| 470406     | 2007 UN91  | 17 out 2007 | Mount Lemmon  | Mount Lemmon Survey | —         | MPC                           |
| 470407     | 2007 UZ96  | 30 out 2007 | Kitt Peak     | Spacewatch          | —         | MPC                           |
| 470408     | 2007 UH101 | 30 out 2007 | Kitt Peak     | Spacewatch          | —         | MPC                           |
| 470409     | 2007 UK101 | 16 out 2007 | Mount Lemmon  | Mount Lemmon Survey | —         | MPC                           |
| 470410     | 2007 UT127 | 19 out 2007 | Anderson Mesa | LONEOS              | —         | MPC                           |
| 470411     | 2007 UH133 | 30 out 2007 | Kitt Peak     | Spacewatch          | —         | MPC                           |
| 470412     | 2007 UR137 | 17 out 2007 | Mount Lemmon  | Mount Lemmon Survey | —         | MPC                           |
| 470413     | 2007 VG24  | 15 set 2007 | Mount Lemmon  | Mount Lemmon Survey | —         | MPC                           |
| 470414     | 2007 VS32  | 11 out 2007 | Kitt Peak     | Spacewatch          | —         | MPC                           |
| 470415     | 2007 VJ54  | 1 nov 2007  | Kitt Peak     | Spacewatch          | —         | MPC                           |
| 470416     | 2007 VA91  | 2 nov 2007  | Catalina      | CSS                 | —         | MPC                           |
| 470417     | 2007 VM92  | 2 nov 2007  | Socorro       | LINEAR              | —         | MPC                           |
| 470418     | 2007 VK95  | 8 out 2007  | Catalina      | CSS                 | —         | MPC                           |
| 470419     | 2007 VJ152 | 16 out 2007 | Mount Lemmon  | Mount Lemmon Survey | —         | MPC                           |
| 470420     | 2007 VO162 | 29 ago 2006 | Kitt Peak     | Spacewatch          | —         | MPC                           |
| 470421     | 2007 VK169 | 5 nov 2007  | Kitt Peak     | Spacewatch          | —         | MPC                           |
| 470422     | 2007 VP173 | 2 nov 2007  | Catalina      | CSS                 | —         | MPC                           |
| 470423     | 2007 VN185 | 7 nov 2007  | Charleston    | ARO                 | —         | MPC                           |
| 470424     | 2007 VN212 | 10 set 2007 | Mount Lemmon  | Mount Lemmon Survey | —         | MPC                           |
| 470425     | 2007 VX240 | 21 set 2007 | XuYi          | PMO NEO             | —         | MPC                           |
| 470426     | 2007 VN242 | 12 out 2007 | Anderson Mesa | LONEOS              | —         | MPC                           |
| 470427     | 2007 VP242 | 9 out 2007  | Catalina      | CSS                 | —         | MPC                           |
| 470428     | 2007 VW258 | 12 out 2007 | Mount Lemmon  | Mount Lemmon Survey | —         | MPC                           |
| 470429     | 2007 VU272 | 10 out 2007 | Mount Lemmon  | Mount Lemmon Survey | —         | MPC                           |
| 470430     | 2007 VH295 | 31 out 2007 | Mount Lemmon  | Mount Lemmon Survey | —         | MPC                           |
| 470431     | 2007 VY320 | 2 nov 2007  | Catalina      | CSS                 | —         | MPC                           |
| 470432     | 2007 VC322 | 9 nov 2007  | Catalina      | CSS                 | —         | MPC                           |
| 470433     | 2007 VY324 | 8 nov 2007  | Kitt Peak     | Spacewatch          | —         | MPC                           |
| 470434     | 2007 VT329 | 2 nov 2007  | Socorro       | LINEAR              | —         | MPC                           |
| 470435     | 2007 VV332 | 8 nov 2007  | Mount Lemmon  | Mount Lemmon Survey | —         | MPC                           |
| 470436     | 2007 VU333 | 11 nov 2007 | Mount Lemmon  | Mount Lemmon Survey | Brangane  | MPC                           |
| 470437     | 2007 WG13  | 18 nov 2007 | Mount Lemmon  | Mount Lemmon Survey | —         | MPC                           |
| 470438     | 2007 WA22  | 17 nov 2007 | Kitt Peak     | Spacewatch          | —         | MPC                           |
| 470439     | 2007 WF29  | 2 nov 2007  | Kitt Peak     | Spacewatch          | —         | MPC                           |
| 470440     | 2007 WY45  | 22 ago 2007 | Kitt Peak     | Spacewatch          | —         | MPC                           |
| 470441     | 2007 XE29  | 10 out 2007 | Kitt Peak     | Spacewatch          | —         | MPC                           |
| 470442     | 2007 XJ44  | 15 dez 2007 | Kitt Peak     | Spacewatch          | —         | MPC                           |
| 470443     | 2007 XV50  | 13 dez 2007 | Palomar       | Palomar Obs.        | —         | MPC                           |
| 470444     | 2007 YD11  | 17 dez 2007 | Kitt Peak     | Spacewatch          | —         | MPC                           |
| 470445     | 2007 YF16  | 5 dez 2007  | Kitt Peak     | Spacewatch          | Brangane  | MPC                           |
| 470446     | 2007 YA21  | 16 dez 2007 | Mount Lemmon  | Mount Lemmon Survey | —         | MPC                           |
| 470447     | 2007 YP21  | 16 dez 2007 | Kitt Peak     | Spacewatch          | —         | MPC                           |
| 470448     | 2007 YA25  | 18 dez 2007 | Catalina      | CSS                 | —         | MPC                           |
| 470449     | 2007 YY32  | 18 dez 2007 | Kitt Peak     | Spacewatch          | —         | MPC                           |
| 470450     | 2007 YM36  | 11 nov 2007 | Mount Lemmon  | Mount Lemmon Survey | —         | MPC                           |
| 470451     | 2007 YQ36  | 17 dez 2007 | Kitt Peak     | Spacewatch          | Brangane  | MPC                           |
| 470452     | 2007 YP38  | 30 dez 2007 | Mount Lemmon  | Mount Lemmon Survey | —         | MPC                           |
| 470453     | 2007 YA39  | 17 dez 2007 | Kitt Peak     | Spacewatch          | —         | MPC                           |
| 470454     | 2007 YX47  | 1 nov 2007  | Kitt Peak     | Spacewatch          | —         | MPC                           |
| 470455     | 2007 YE58  | 13 nov 2007 | Mount Lemmon  | Mount Lemmon Survey | —         | MPC                           |
| 470456     | 2007 YA63  | 30 dez 2007 | Mount Lemmon  | Mount Lemmon Survey | —         | MPC                           |
| 470457     | 2007 YH67  | 16 dez 2007 | Mount Lemmon  | Mount Lemmon Survey | Brangane  | MPC                           |
| 470458     | 2007 YV68  | 16 dez 2007 | Mount Lemmon  | Mount Lemmon Survey | —         | MPC                           |
| 470459     | 2007 YU74  | 31 dez 2007 | Mount Lemmon  | Mount Lemmon Survey | —         | MPC                           |
| 470460     | 2008 AJ3   | 19 dez 2007 | Kitt Peak     | Spacewatch          | —         | MPC                           |
| 470461     | 2008 AN15  | 30 dez 2007 | Kitt Peak     | Spacewatch          | —         | MPC                           |
| 470462     | 2008 AT26  | 10 jan 2008 | Kitt Peak     | Spacewatch          | —         | MPC                           |
| 470463     | 2008 AZ26  | 30 dez 2007 | Mount Lemmon  | Mount Lemmon Survey | —         | MPC                           |
| 470464     | 2008 AZ35  | 10 jan 2008 | Kitt Peak     | Spacewatch          | —         | MPC                           |
| 470465     | 2008 AV48  | 11 jan 2008 | Kitt Peak     | Spacewatch          | —         | MPC                           |
| 470466     | 2008 AL56  | 11 jan 2008 | Kitt Peak     | Spacewatch          | —         | MPC                           |
| 470467     | 2008 AE67  | 16 set 2006 | Catalina      | CSS                 | —         | MPC                           |
| 470468     | 2008 AN68  | 11 jan 2008 | Mount Lemmon  | Mount Lemmon Survey | —         | MPC                           |
| 470469     | 2008 AJ72  | 14 jan 2008 | Kitt Peak     | Spacewatch          | —         | MPC                           |
| 470470     | 2008 AC73  | 11 nov 2007 | Mount Lemmon  | Mount Lemmon Survey | —         | MPC                           |
| 470471     | 2008 AP79  | 31 dez 2007 | Mount Lemmon  | Mount Lemmon Survey | —         | MPC                           |
| 470472     | 2008 AY88  | 14 dez 2007 | Mount Lemmon  | Mount Lemmon Survey | —         | MPC                           |
| 470473     | 2008 AB97  | 1 jan 2008  | Kitt Peak     | Spacewatch          | —         | MPC                           |
| 470474     | 2008 AD101 | 14 jan 2008 | Kitt Peak     | Spacewatch          | —         | MPC                           |
| 470475     | 2008 AB103 | 15 jan 2008 | Mount Lemmon  | Mount Lemmon Survey | —         | MPC                           |
| 470476     | 2008 AS110 | 30 dez 2007 | Mount Lemmon  | Mount Lemmon Survey | —         | MPC                           |
| 470477     | 2008 AS115 | 11 jan 2008 | Kitt Peak     | Spacewatch          | —         | MPC                           |
| 470478     | 2008 AE129 | 13 jan 2008 | Kitt Peak     | Spacewatch          | —         | MPC                           |
| 470479     | 2008 AM134 | 1 jan 2008  | Kitt Peak     | Spacewatch          | —         | MPC                           |
| 470480     | 2008 AM135 | 11 jan 2008 | Socorro       | LINEAR              | —         | MPC                           |
| 470481     | 2008 BN4   | 16 jan 2008 | Kitt Peak     | Spacewatch          | —         | MPC                           |
| 470482     | 2008 BZ7   | 16 jan 2008 | Kitt Peak     | Spacewatch          | —         | MPC                           |
| 470483     | 2008 BE13  | 19 jan 2008 | Mount Lemmon  | Mount Lemmon Survey | —         | MPC                           |
| 470484     | 2008 BM19  | 5 dez 2007  | Kitt Peak     | Spacewatch          | —         | MPC                           |
| 470485     | 2008 BA21  | 30 jan 2008 | Mount Lemmon  | Mount Lemmon Survey | Flora     | MPC                           |
| 470486     | 2008 BV26  | 30 dez 2007 | Kitt Peak     | Spacewatch          | —         | MPC                           |
| 470487     | 2008 BG27  | 14 jan 2008 | Kitt Peak     | Spacewatch          | —         | MPC                           |
| 470488     | 2008 BC44  | 18 nov 2007 | Mount Lemmon  | Mount Lemmon Survey | —         | MPC                           |
| 470489     | 2008 BD45  | 21 nov 2007 | Mount Lemmon  | Mount Lemmon Survey | —         | MPC                           |
| 470490     | 2008 BE50  | 18 jan 2008 | Kitt Peak     | Spacewatch          | —         | MPC                           |
| 470491     | 2008 BG50  | 19 jan 2008 | Kitt Peak     | Spacewatch          | —         | MPC                           |
| 470492     | 2008 BZ52  | 18 jan 2008 | Mount Lemmon  | Mount Lemmon Survey | —         | MPC                           |
| 470493     | 2008 BJ53  | 19 jan 2008 | Mount Lemmon  | Mount Lemmon Survey | —         | MPC                           |
| 470494     | 2008 CC26  | 2 fev 2008  | Kitt Peak     | Spacewatch          | —         | MPC                           |
| 470495     | 2008 CF33  | 2 fev 2008  | Kitt Peak     | Spacewatch          | —         | MPC                           |
| 470496     | 2008 CS34  | 2 fev 2008  | Kitt Peak     | Spacewatch          | —         | MPC                           |
| 470497     | 2008 CS37  | 11 jan 2008 | Mount Lemmon  | Mount Lemmon Survey | —         | MPC                           |
| 470498     | 2008 CS55  | 7 fev 2008  | Kitt Peak     | Spacewatch          | —         | MPC                           |
| 470499     | 2008 CV58  | 15 jan 2008 | Mount Lemmon  | Mount Lemmon Survey | —         | MPC                           |
| 470500     | 2008 CF61  | 7 fev 2008  | Mount Lemmon  | Mount Lemmon Survey | —         | MPC                           |

## 470501–470600
| Designação | Designação | Descoberta  | Descoberta       | Descobridor(es)     | Categoria | Mais informações / Referência |
| Permanente | Provisória | Data        | Local            | Descobridor(es)     | Categoria | Mais informações / Referência |
| ---------- | ---------- | ----------- | ---------------- | ------------------- | --------- | ----------------------------- |
| 470501     | 2008 CS64  | 8 fev 2008  | Mount Lemmon     | Mount Lemmon Survey | —         | MPC                           |
| 470502     | 2008 CU68  | 19 jan 2008 | Mount Lemmon     | Mount Lemmon Survey | —         | MPC                           |
| 470503     | 2008 CX71  | 12 jan 2008 | Catalina         | CSS                 | —         | MPC                           |
| 470504     | 2008 CZ89  | 8 fev 2008  | Kitt Peak        | Spacewatch          | Brangane  | MPC                           |
| 470505     | 2008 CL90  | 13 jan 2008 | Kitt Peak        | Spacewatch          | —         | MPC                           |
| 470506     | 2008 CS94  | 8 fev 2008  | Mount Lemmon     | Mount Lemmon Survey | —         | MPC                           |
| 470507     | 2008 CW94  | 8 fev 2008  | Mount Lemmon     | Mount Lemmon Survey | —         | MPC                           |
| 470508     | 2008 CE99  | 15 dez 2007 | Kitt Peak        | Spacewatch          | —         | MPC                           |
| 470509     | 2008 CL101 | 9 fev 2008  | Kitt Peak        | Spacewatch          | —         | MPC                           |
| 470510     | 2008 CJ116 | 10 fev 2008 | Kitt Peak        | Spacewatch          | —         | MPC                           |
| 470511     | 2008 CJ125 | 4 dez 2007  | Kitt Peak        | Spacewatch          | —         | MPC                           |
| 470512     | 2008 CS128 | 8 fev 2008  | Kitt Peak        | Spacewatch          | —         | MPC                           |
| 470513     | 2008 CV129 | 8 fev 2008  | Kitt Peak        | Spacewatch          | —         | MPC                           |
| 470514     | 2008 CK132 | 8 fev 2008  | Kitt Peak        | Spacewatch          | —         | MPC                           |
| 470515     | 2008 CX134 | 8 fev 2008  | Kitt Peak        | Spacewatch          | —         | MPC                           |
| 470516     | 2008 CQ138 | 8 fev 2008  | Kitt Peak        | Spacewatch          | —         | MPC                           |
| 470517     | 2008 CE146 | 9 fev 2008  | Kitt Peak        | Spacewatch          | —         | MPC                           |
| 470518     | 2008 CR148 | 16 jan 2008 | Kitt Peak        | Spacewatch          | —         | MPC                           |
| 470519     | 2008 CU151 | 2 fev 2008  | Kitt Peak        | Spacewatch          | —         | MPC                           |
| 470520     | 2008 CM154 | 17 nov 2006 | Mount Lemmon     | Mount Lemmon Survey | —         | MPC                           |
| 470521     | 2008 CC161 | 9 fev 2008  | Kitt Peak        | Spacewatch          | —         | MPC                           |
| 470522     | 2008 CM187 | 17 dez 2001 | Socorro          | LINEAR              | —         | MPC                           |
| 470523     | 2008 CS190 | 11 fev 2008 | Palomar          | Palomar Obs.        | Juno      | MPC                           |
| 470524     | 2008 CW193 | 8 fev 2008  | Mount Lemmon     | Mount Lemmon Survey | —         | MPC                           |
| 470525     | 2008 CQ198 | 12 fev 2008 | Kitt Peak        | Spacewatch          | —         | MPC                           |
| 470526     | 2008 CN205 | 2 fev 2008  | Kitt Peak        | Spacewatch          | —         | MPC                           |
| 470527     | 2008 CT210 | 2 fev 2008  | Kitt Peak        | Spacewatch          | —         | MPC                           |
| 470528     | 2008 CQ212 | 8 fev 2008  | Mount Lemmon     | Mount Lemmon Survey | —         | MPC                           |
| 470529     | 2008 CQ215 | 13 fev 2008 | Mount Lemmon     | Mount Lemmon Survey | Mitidika  | MPC                           |
| 470530     | 2008 DC7   | 24 fev 2008 | Kitt Peak        | Spacewatch          | —         | MPC                           |
| 470531     | 2008 DE7   | 11 jan 2008 | Kitt Peak        | Spacewatch          | —         | MPC                           |
| 470532     | 2008 DU20  | 3 fev 2008  | Catalina         | CSS                 | —         | MPC                           |
| 470533     | 2008 DF23  | 11 jan 2008 | Catalina         | CSS                 | —         | MPC                           |
| 470534     | 2008 DV27  | 14 jan 2008 | Kitt Peak        | Spacewatch          | —         | MPC                           |
| 470535     | 2008 DY30  | 27 fev 2008 | Kitt Peak        | Spacewatch          | —         | MPC                           |
| 470536     | 2008 DM34  | 27 fev 2008 | Kitt Peak        | Spacewatch          | —         | MPC                           |
| 470537     | 2008 DO39  | 27 fev 2008 | Mount Lemmon     | Mount Lemmon Survey | —         | MPC                           |
| 470538     | 2008 DT48  | 10 fev 2008 | Catalina         | CSS                 | —         | MPC                           |
| 470539     | 2008 DP54  | 27 fev 2008 | Catalina         | CSS                 | —         | MPC                           |
| 470540     | 2008 DH55  | 26 fev 2008 | Kitt Peak        | Spacewatch          | —         | MPC                           |
| 470541     | 2008 EP10  | 24 nov 2003 | Kitt Peak        | Spacewatch          | —         | MPC                           |
| 470542     | 2008 EZ16  | 1 mar 2008  | Kitt Peak        | Spacewatch          | Mitidika  | MPC                           |
| 470543     | 2008 EG40  | 4 mar 2008  | Kitt Peak        | Spacewatch          | —         | MPC                           |
| 470544     | 2008 EU41  | 9 fev 2008  | Mount Lemmon     | Mount Lemmon Survey | —         | MPC                           |
| 470545     | 2008 EW75  | 19 nov 2006 | Catalina         | CSS                 | —         | MPC                           |
| 470546     | 2008 EY77  | 7 mar 2008  | Kitt Peak        | Spacewatch          | —         | MPC                           |
| 470547     | 2008 EG84  | 10 mar 2008 | Nyukasa          | Mount Nyukasa Stn.  | —         | MPC                           |
| 470548     | 2008 EC87  | 20 dez 2007 | Mount Lemmon     | Mount Lemmon Survey | —         | MPC                           |
| 470549     | 2008 EW108 | 13 fev 2008 | Kitt Peak        | Spacewatch          | —         | MPC                           |
| 470550     | 2008 EV109 | 7 mar 2008  | Mount Lemmon     | Mount Lemmon Survey | —         | MPC                           |
| 470551     | 2008 EZ139 | 26 fev 2008 | Mount Lemmon     | Mount Lemmon Survey | —         | MPC                           |
| 470552     | 2008 EA165 | 1 mar 2008  | Kitt Peak        | Spacewatch          | —         | MPC                           |
| 470553     | 2008 EB165 | 1 mar 2008  | Kitt Peak        | Spacewatch          | —         | MPC                           |
| 470554     | 2008 FC2   | 25 mar 2008 | Kitt Peak        | Spacewatch          | —         | MPC                           |
| 470555     | 2008 FO10  | 8 fev 2008  | Kitt Peak        | Spacewatch          | —         | MPC                           |
| 470556     | 2008 FV11  | 8 fev 2008  | Kitt Peak        | Spacewatch          | —         | MPC                           |
| 470557     | 2008 FF23  | 10 mar 2008 | Mount Lemmon     | Mount Lemmon Survey | —         | MPC                           |
| 470558     | 2008 FN44  | 28 mar 2008 | Mount Lemmon     | Mount Lemmon Survey | —         | MPC                           |
| 470559     | 2008 FZ54  | 28 mar 2008 | Mount Lemmon     | Mount Lemmon Survey | —         | MPC                           |
| 470560     | 2008 FC67  | 28 mar 2008 | Kitt Peak        | Spacewatch          | —         | MPC                           |
| 470561     | 2008 FT105 | 31 mar 2008 | Kitt Peak        | Spacewatch          | —         | MPC                           |
| 470562     | 2008 FH106 | 10 mar 2008 | Kitt Peak        | Spacewatch          | —         | MPC                           |
| 470563     | 2008 FR130 | 30 mar 2008 | Kitt Peak        | Spacewatch          | —         | MPC                           |
| 470564     | 2008 GC8   | 5 mar 2008  | Mount Lemmon     | Mount Lemmon Survey | Mitidika  | MPC                           |
| 470565     | 2008 GX16  | 3 abr 2008  | Kitt Peak        | Spacewatch          | —         | MPC                           |
| 470566     | 2008 GZ61  | 5 abr 2008  | Mount Lemmon     | Mount Lemmon Survey | —         | MPC                           |
| 470567     | 2008 GQ67  | 6 abr 2008  | Kitt Peak        | Spacewatch          | —         | MPC                           |
| 470568     | 2008 GC96  | 8 abr 2008  | Kitt Peak        | Spacewatch          | —         | MPC                           |
| 470569     | 2008 GF103 | 4 mar 2008  | Kitt Peak        | Spacewatch          | —         | MPC                           |
| 470570     | 2008 GB119 | 11 abr 2008 | Kitt Peak        | Spacewatch          | —         | MPC                           |
| 470571     | 2008 GM128 | 30 mar 2008 | Catalina         | CSS                 | —         | MPC                           |
| 470572     | 2008 GR128 | 6 mar 2008  | Catalina         | CSS                 | —         | MPC                           |
| 470573     | 2008 GU130 | 6 abr 2008  | Kitt Peak        | Spacewatch          | —         | MPC                           |
| 470574     | 2008 GD146 | 14 abr 2008 | Mount Lemmon     | Mount Lemmon Survey | —         | MPC                           |
| 470575     | 2008 GH146 | 15 abr 2008 | Kitt Peak        | Spacewatch          | —         | MPC                           |
| 470576     | 2008 HM5   | 30 ago 2005 | Kitt Peak        | Spacewatch          | —         | MPC                           |
| 470577     | 2008 HW17  | 15 abr 2008 | Mount Lemmon     | Mount Lemmon Survey | —         | MPC                           |
| 470578     | 2008 HD28  | 11 abr 2008 | Mount Lemmon     | Mount Lemmon Survey | —         | MPC                           |
| 470579     | 2008 HF33  | 29 abr 2008 | Kitt Peak        | Spacewatch          | —         | MPC                           |
| 470580     | 2008 HZ34  | 27 abr 2008 | Kitt Peak        | Spacewatch          | —         | MPC                           |
| 470581     | 2008 HC55  | 29 abr 2008 | Kitt Peak        | Spacewatch          | —         | MPC                           |
| 470582     | 2008 JP3   | 12 mar 2008 | Mount Lemmon     | Mount Lemmon Survey | —         | MPC                           |
| 470583     | 2008 JJ11  | 3 mai 2008  | Kitt Peak        | Spacewatch          | —         | MPC                           |
| 470584     | 2008 JG13  | 29 fev 2008 | Mount Lemmon     | Mount Lemmon Survey | —         | MPC                           |
| 470585     | 2008 JQ14  | 5 mai 2008  | Catalina         | CSS                 | —         | MPC                           |
| 470586     | 2008 JP23  | 29 abr 2008 | Kitt Peak        | Spacewatch          | —         | MPC                           |
| 470587     | 2008 JJ25  | 6 mai 2008  | Kitt Peak        | Spacewatch          | —         | MPC                           |
| 470588     | 2008 JH33  | 14 abr 2008 | Mount Lemmon     | Mount Lemmon Survey | —         | MPC                           |
| 470589     | 2008 JO36  | 4 mai 2008  | Kitt Peak        | Spacewatch          | —         | MPC                           |
| 470590     | 2008 KC8   | 27 mai 2008 | Kitt Peak        | Spacewatch          | —         | MPC                           |
| 470591     | 2008 KW26  | 13 mai 2008 | Mount Lemmon     | Mount Lemmon Survey | —         | MPC                           |
| 470592     | 2008 KN37  | 30 mai 2008 | Kitt Peak        | Spacewatch          | —         | MPC                           |
| 470593     | 2008 LP17  | 6 jun 2008  | Palomar          | Palomar Obs.        | —         | MPC                           |
| 470594     | 2008 MN1   | 29 jun 2008 | Siding Spring    | SSS                 | —         | MPC                           |
| 470595     | 2008 NM3   | 13 jul 2008 | Eskridge         | G. Hug              | —         | MPC                           |
| 470596     | 2008 NW4   | 7 jul 2008  | Palomar          | Palomar Obs.        | —         | MPC                           |
| 470597     | 2008 OW2   | 28 jul 2008 | Mount Lemmon     | Mount Lemmon Survey | —         | MPC                           |
| 470598     | 2008 OR13  | 31 jul 2008 | Bergisch Gladbac | W. Bickel           | —         | MPC                           |
| 470599     | 2008 OG19  | 30 jul 2008 | Palomar          | Palomar Obs.        | —         | MPC                           |
| 470600     | 2008 PA7   | 6 ago 2008  | Vicques          | M. Ory              | —         | MPC                           |

## 470601–470700
| Designação | Designação | Descoberta  | Descoberta    | Descobridor(es)     | Categoria | Mais informações / Referência |
| Permanente | Provisória | Data        | Local         | Descobridor(es)     | Categoria | Mais informações / Referência |
| ---------- | ---------- | ----------- | ------------- | ------------------- | --------- | ----------------------------- |
| 470601     | 2008 QB15  | 26 ago 2008 | Dauban        | F. Kugel            | —         | MPC                           |
| 470602     | 2008 QM16  | 24 ago 2008 | La Cañada     | J. Lacruz           | —         | MPC                           |
| 470603     | 2008 QF23  | 26 ago 2008 | Socorro       | LINEAR              | —         | MPC                           |
| 470604     | 2008 QB38  | 23 ago 2008 | Kitt Peak     | Spacewatch          | —         | MPC                           |
| 470605     | 2008 QF43  | 28 ago 2008 | La Sagra      | Mallorca Obs.       | —         | MPC                           |
| 470606     | 2008 QU45  | 16 fev 2007 | Mount Lemmon  | Mount Lemmon Survey | —         | MPC                           |
| 470607     | 2008 RG8   | 3 set 2008  | Kitt Peak     | Spacewatch          | —         | MPC                           |
| 470608     | 2008 RB28  | 1 set 2008  | La Sagra      | Mallorca Obs.       | —         | MPC                           |
| 470609     | 2008 RO47  | 22 ago 2004 | Kitt Peak     | Spacewatch          | —         | MPC                           |
| 470610     | 2008 RQ52  | 3 set 2008  | Kitt Peak     | Spacewatch          | —         | MPC                           |
| 470611     | 2008 RL64  | 4 set 2008  | Kitt Peak     | Spacewatch          | —         | MPC                           |
| 470612     | 2008 RQ99  | 2 set 2008  | Kitt Peak     | Spacewatch          | —         | MPC                           |
| 470613     | 2008 RH100 | 2 set 2008  | Kitt Peak     | Spacewatch          | —         | MPC                           |
| 470614     | 2008 RW107 | 9 set 2008  | Catalina      | CSS                 | —         | MPC                           |
| 470615     | 2008 RW109 | 3 set 2008  | Kitt Peak     | Spacewatch          | —         | MPC                           |
| 470616     | 2008 RT115 | 7 set 2008  | Mount Lemmon  | Mount Lemmon Survey | —         | MPC                           |
| 470617     | 2008 RJ118 | 9 set 2008  | Mount Lemmon  | Mount Lemmon Survey | —         | MPC                           |
| 470618     | 2008 RJ120 | 9 set 2008  | Catalina      | CSS                 | —         | MPC                           |
| 470619     | 2008 RE128 | 7 set 2008  | Mount Lemmon  | Mount Lemmon Survey | —         | MPC                           |
| 470620     | 2008 RW129 | 9 set 2008  | Mount Lemmon  | Mount Lemmon Survey | —         | MPC                           |
| 470621     | 2008 RK130 | 9 set 2008  | Mount Lemmon  | Mount Lemmon Survey | Phocaea   | MPC                           |
| 470622     | 2008 RC132 | 6 set 2008  | Catalina      | CSS                 | —         | MPC                           |
| 470623     | 2008 RT145 | 7 set 2008  | Mount Lemmon  | Mount Lemmon Survey | —         | MPC                           |
| 470624     | 2008 SF27  | 19 set 2008 | Kitt Peak     | Spacewatch          | —         | MPC                           |
| 470625     | 2008 SL29  | 4 set 2008  | Kitt Peak     | Spacewatch          | —         | MPC                           |
| 470626     | 2008 SP30  | 5 set 2008  | Kitt Peak     | Spacewatch          | —         | MPC                           |
| 470627     | 2008 SD32  | 20 set 2008 | Kitt Peak     | Spacewatch          | —         | MPC                           |
| 470628     | 2008 SH32  | 20 set 2008 | Kitt Peak     | Spacewatch          | —         | MPC                           |
| 470629     | 2008 SH39  | 20 set 2008 | Kitt Peak     | Spacewatch          | —         | MPC                           |
| 470630     | 2008 SM42  | 20 set 2008 | Kitt Peak     | Spacewatch          | —         | MPC                           |
| 470631     | 2008 SZ46  | 20 set 2008 | Kitt Peak     | Spacewatch          | —         | MPC                           |
| 470632     | 2008 SS47  | 2 set 2008  | Kitt Peak     | Spacewatch          | —         | MPC                           |
| 470633     | 2008 SH55  | 20 set 2008 | Mount Lemmon  | Mount Lemmon Survey | —         | MPC                           |
| 470634     | 2008 SK57  | 20 set 2008 | Mount Lemmon  | Mount Lemmon Survey | —         | MPC                           |
| 470635     | 2008 SC70  | 22 set 2008 | Kitt Peak     | Spacewatch          | —         | MPC                           |
| 470636     | 2008 SM74  | 23 set 2008 | Catalina      | CSS                 | —         | MPC                           |
| 470637     | 2008 ST81  | 9 set 2008  | Catalina      | CSS                 | —         | MPC                           |
| 470638     | 2008 SA86  | 20 set 2008 | Kitt Peak     | Spacewatch          | —         | MPC                           |
| 470639     | 2008 SF100 | 21 set 2008 | Kitt Peak     | Spacewatch          | —         | MPC                           |
| 470640     | 2008 SJ101 | 21 set 2008 | Kitt Peak     | Spacewatch          | —         | MPC                           |
| 470641     | 2008 SP102 | 21 set 2008 | Mount Lemmon  | Mount Lemmon Survey | —         | MPC                           |
| 470642     | 2008 SK103 | 21 set 2008 | Mount Lemmon  | Mount Lemmon Survey | —         | MPC                           |
| 470643     | 2008 SC109 | 22 set 2008 | Mount Lemmon  | Mount Lemmon Survey | —         | MPC                           |
| 470644     | 2008 SJ110 | 22 set 2008 | Kitt Peak     | Spacewatch          | —         | MPC                           |
| 470645     | 2008 SZ114 | 22 set 2008 | Kitt Peak     | Spacewatch          | —         | MPC                           |
| 470646     | 2008 SB117 | 22 set 2008 | Mount Lemmon  | Mount Lemmon Survey | —         | MPC                           |
| 470647     | 2008 SY117 | 22 set 2008 | Mount Lemmon  | Mount Lemmon Survey | —         | MPC                           |
| 470648     | 2008 SC118 | 22 set 2008 | Mount Lemmon  | Mount Lemmon Survey | —         | MPC                           |
| 470649     | 2008 SS118 | 22 set 2008 | Mount Lemmon  | Mount Lemmon Survey | —         | MPC                           |
| 470650     | 2008 SM124 | 22 set 2008 | Mount Lemmon  | Mount Lemmon Survey | —         | MPC                           |
| 470651     | 2008 SD128 | 22 set 2008 | Kitt Peak     | Spacewatch          | —         | MPC                           |
| 470652     | 2008 SU129 | 22 set 2008 | Kitt Peak     | Spacewatch          | —         | MPC                           |
| 470653     | 2008 SM130 | 22 set 2008 | Kitt Peak     | Spacewatch          | —         | MPC                           |
| 470654     | 2008 SD131 | 22 set 2008 | Kitt Peak     | Spacewatch          | —         | MPC                           |
| 470655     | 2008 SQ139 | 29 jul 2008 | Kitt Peak     | Spacewatch          | —         | MPC                           |
| 470656     | 2008 SV140 | 24 set 2008 | Mount Lemmon  | Mount Lemmon Survey | —         | MPC                           |
| 470657     | 2008 SC150 | 29 set 2008 | Dauban        | F. Kugel            | —         | MPC                           |
| 470658     | 2008 SJ160 | 9 set 2008  | Mount Lemmon  | Mount Lemmon Survey | —         | MPC                           |
| 470659     | 2008 SM165 | 24 ago 2008 | Kitt Peak     | Spacewatch          | —         | MPC                           |
| 470660     | 2008 SR167 | 23 set 2008 | Kitt Peak     | Spacewatch          | —         | MPC                           |
| 470661     | 2008 SD173 | 22 set 2008 | Mount Lemmon  | Mount Lemmon Survey | —         | MPC                           |
| 470662     | 2008 SD175 | 23 set 2008 | Kitt Peak     | Spacewatch          | —         | MPC                           |
| 470663     | 2008 SY175 | 23 set 2008 | Kitt Peak     | Spacewatch          | —         | MPC                           |
| 470664     | 2008 SW181 | 24 set 2008 | Mount Lemmon  | Mount Lemmon Survey | —         | MPC                           |
| 470665     | 2008 SH190 | 25 set 2008 | Kitt Peak     | Spacewatch          | —         | MPC                           |
| 470666     | 2008 SG192 | 25 set 2008 | Kitt Peak     | Spacewatch          | —         | MPC                           |
| 470667     | 2008 SW194 | 25 set 2008 | Kitt Peak     | Spacewatch          | —         | MPC                           |
| 470668     | 2008 SB195 | 25 set 2008 | Kitt Peak     | Spacewatch          | —         | MPC                           |
| 470669     | 2008 SL199 | 26 set 2008 | Kitt Peak     | Spacewatch          | —         | MPC                           |
| 470670     | 2008 SP200 | 26 set 2008 | Kitt Peak     | Spacewatch          | —         | MPC                           |
| 470671     | 2008 SL203 | 26 set 2008 | Kitt Peak     | Spacewatch          | —         | MPC                           |
| 470672     | 2008 SX205 | 26 set 2008 | Kitt Peak     | Spacewatch          | —         | MPC                           |
| 470673     | 2008 SM209 | 28 set 2008 | Charleston    | ARO                 | —         | MPC                           |
| 470674     | 2008 SV220 | 9 set 2008  | Mount Lemmon  | Mount Lemmon Survey | —         | MPC                           |
| 470675     | 2008 SB234 | 28 set 2008 | Mount Lemmon  | Mount Lemmon Survey | —         | MPC                           |
| 470676     | 2008 SQ235 | 28 set 2008 | Catalina      | CSS                 | —         | MPC                           |
| 470677     | 2008 SD246 | 30 set 2008 | Catalina      | CSS                 | Phocaea   | MPC                           |
| 470678     | 2008 SS251 | 26 set 2008 | Kitt Peak     | Spacewatch          | —         | MPC                           |
| 470679     | 2008 SE267 | 22 set 2008 | Mount Lemmon  | Mount Lemmon Survey | —         | MPC                           |
| 470680     | 2008 SB268 | 23 set 2008 | Kitt Peak     | Spacewatch          | —         | MPC                           |
| 470681     | 2008 SQ270 | 24 set 2008 | Kitt Peak     | Spacewatch          | —         | MPC                           |
| 470682     | 2008 ST276 | 24 set 2008 | Kitt Peak     | Spacewatch          | Phocaea   | MPC                           |
| 470683     | 2008 SK284 | 24 set 2008 | Kitt Peak     | Spacewatch          | —         | MPC                           |
| 470684     | 2008 SD286 | 22 set 2008 | Kitt Peak     | Spacewatch          | —         | MPC                           |
| 470685     | 2008 ST287 | 23 set 2008 | Kitt Peak     | Spacewatch          | Eos       | MPC                           |
| 470686     | 2008 SA288 | 23 set 2008 | Mount Lemmon  | Mount Lemmon Survey | —         | MPC                           |
| 470687     | 2008 SA290 | 28 set 2008 | Mount Lemmon  | Mount Lemmon Survey | —         | MPC                           |
| 470688     | 2008 ST297 | 22 set 2008 | Catalina      | CSS                 | —         | MPC                           |
| 470689     | 2008 TS17  | 22 set 2008 | Mount Lemmon  | Mount Lemmon Survey | —         | MPC                           |
| 470690     | 2008 TW18  | 1 out 2008  | Mount Lemmon  | Mount Lemmon Survey | —         | MPC                           |
| 470691     | 2008 TC27  | 9 out 2008  | Mount Lemmon  | Mount Lemmon Survey | —         | MPC                           |
| 470692     | 2008 TC32  | 22 set 2008 | Kitt Peak     | Spacewatch          | —         | MPC                           |
| 470693     | 2008 TE40  | 1 out 2008  | Mount Lemmon  | Mount Lemmon Survey | —         | MPC                           |
| 470694     | 2008 TN46  | 1 out 2008  | Kitt Peak     | Spacewatch          | —         | MPC                           |
| 470695     | 2008 TR55  | 9 set 2008  | Mount Lemmon  | Mount Lemmon Survey | —         | MPC                           |
| 470696     | 2008 TY57  | 2 out 2008  | Kitt Peak     | Spacewatch          | —         | MPC                           |
| 470697     | 2008 TS61  | 22 set 2008 | Mount Lemmon  | Mount Lemmon Survey | —         | MPC                           |
| 470698     | 2008 TZ61  | 19 nov 2004 | Anderson Mesa | LONEOS              | —         | MPC                           |
| 470699     | 2008 TZ62  | 2 out 2008  | Kitt Peak     | Spacewatch          | —         | MPC                           |
| 470700     | 2008 TZ64  | 2 out 2008  | Catalina      | CSS                 | —         | MPC                           |

## 470701–470800
| Designação | Designação | Descoberta  | Descoberta   | Descobridor(es)     | Categoria | Mais informações / Referência |
| Permanente | Provisória | Data        | Local        | Descobridor(es)     | Categoria | Mais informações / Referência |
| ---------- | ---------- | ----------- | ------------ | ------------------- | --------- | ----------------------------- |
| 470701     | 2008 TM65  | 22 set 2008 | Kitt Peak    | Spacewatch          | —         | MPC                           |
| 470702     | 2008 TN79  | 2 out 2008  | Kitt Peak    | Spacewatch          | —         | MPC                           |
| 470703     | 2008 TC92  | 21 set 2008 | Mount Lemmon | Mount Lemmon Survey | —         | MPC                           |
| 470704     | 2008 TG112 | 6 out 2008  | Catalina     | CSS                 | —         | MPC                           |
| 470705     | 2008 TK124 | 23 set 2008 | Kitt Peak    | Spacewatch          | —         | MPC                           |
| 470706     | 2008 TO137 | 8 out 2008  | Kitt Peak    | Spacewatch          | —         | MPC                           |
| 470707     | 2008 TU138 | 23 set 2008 | Kitt Peak    | Spacewatch          | Phocaea   | MPC                           |
| 470708     | 2008 TM157 | 22 set 2008 | Kitt Peak    | Spacewatch          | —         | MPC                           |
| 470709     | 2008 TU164 | 2 out 2008  | Kitt Peak    | Spacewatch          | —         | MPC                           |
| 470710     | 2008 TQ170 | 9 out 2008  | Catalina     | CSS                 | —         | MPC                           |
| 470711     | 2008 TJ173 | 2 out 2008  | Mount Lemmon | Mount Lemmon Survey | —         | MPC                           |
| 470712     | 2008 TC177 | 9 out 2008  | Catalina     | CSS                 | —         | MPC                           |
| 470713     | 2008 TA189 | 10 out 2008 | Mount Lemmon | Mount Lemmon Survey | —         | MPC                           |
| 470714     | 2008 TX189 | 4 out 2008  | Mount Lemmon | Mount Lemmon Survey | —         | MPC                           |
| 470715     | 2008 UE2   | 22 out 2008 | Sierra Stars | F. Tozzi            | —         | MPC                           |
| 470716     | 2008 UX2   | 30 set 2008 | Mount Lemmon | Mount Lemmon Survey | —         | MPC                           |
| 470717     | 2008 UE3   | 29 set 2008 | Catalina     | CSS                 | —         | MPC                           |
| 470718     | 2008 UZ9   | 17 out 2008 | Kitt Peak    | Spacewatch          | —         | MPC                           |
| 470719     | 2008 UZ17  | 18 out 2008 | Kitt Peak    | Spacewatch          | —         | MPC                           |
| 470720     | 2008 UH34  | 6 out 2008  | Mount Lemmon | Mount Lemmon Survey | —         | MPC                           |
| 470721     | 2008 UT36  | 20 out 2008 | Kitt Peak    | Spacewatch          | —         | MPC                           |
| 470722     | 2008 UK37  | 20 out 2008 | Kitt Peak    | Spacewatch          | —         | MPC                           |
| 470723     | 2008 UD39  | 20 out 2008 | Kitt Peak    | Spacewatch          | —         | MPC                           |
| 470724     | 2008 UF39  | 20 out 2008 | Kitt Peak    | Spacewatch          | —         | MPC                           |
| 470725     | 2008 UB43  | 6 out 2008  | Mount Lemmon | Mount Lemmon Survey | Phocaea   | MPC                           |
| 470726     | 2008 UK47  | 20 out 2008 | Kitt Peak    | Spacewatch          | —         | MPC                           |
| 470727     | 2008 UQ55  | 21 out 2008 | Kitt Peak    | Spacewatch          | —         | MPC                           |
| 470728     | 2008 UR65  | 21 out 2008 | Kitt Peak    | Spacewatch          | —         | MPC                           |
| 470729     | 2008 UM66  | 21 out 2008 | Kitt Peak    | Spacewatch          | —         | MPC                           |
| 470730     | 2008 UC67  | 21 out 2008 | Kitt Peak    | Spacewatch          | —         | MPC                           |
| 470731     | 2008 UN70  | 21 out 2008 | Kitt Peak    | Spacewatch          | —         | MPC                           |
| 470732     | 2008 UK73  | 21 out 2008 | Kitt Peak    | Spacewatch          | —         | MPC                           |
| 470733     | 2008 UU76  | 24 set 2008 | Mount Lemmon | Mount Lemmon Survey | —         | MPC                           |
| 470734     | 2008 UD78  | 28 set 2008 | Mount Lemmon | Mount Lemmon Survey | —         | MPC                           |
| 470735     | 2008 UA79  | 22 out 2008 | Kitt Peak    | Spacewatch          | —         | MPC                           |
| 470736     | 2008 UA93  | 8 out 2008  | Catalina     | CSS                 | —         | MPC                           |
| 470737     | 2008 UA98  | 23 set 2008 | Mount Lemmon | Mount Lemmon Survey | Phocaea   | MPC                           |
| 470738     | 2008 UV108 | 9 set 2008  | Mount Lemmon | Mount Lemmon Survey | —         | MPC                           |
| 470739     | 2008 UC109 | 21 out 2008 | Mount Lemmon | Mount Lemmon Survey | —         | MPC                           |
| 470740     | 2008 UL110 | 1 out 2008  | Mount Lemmon | Mount Lemmon Survey | —         | MPC                           |
| 470741     | 2008 UP113 | 6 set 2008  | Mount Lemmon | Mount Lemmon Survey | —         | MPC                           |
| 470742     | 2008 UJ117 | 22 out 2008 | Kitt Peak    | Spacewatch          | —         | MPC                           |
| 470743     | 2008 UK120 | 22 out 2008 | Kitt Peak    | Spacewatch          | —         | MPC                           |
| 470744     | 2008 UN120 | 23 set 2008 | Catalina     | CSS                 | —         | MPC                           |
| 470745     | 2008 UB124 | 25 set 2008 | Kitt Peak    | Spacewatch          | —         | MPC                           |
| 470746     | 2008 UH127 | 22 out 2008 | Kitt Peak    | Spacewatch          | —         | MPC                           |
| 470747     | 2008 UW128 | 7 set 2008  | Mount Lemmon | Mount Lemmon Survey | —         | MPC                           |
| 470748     | 2008 UM129 | 23 out 2008 | Kitt Peak    | Spacewatch          | —         | MPC                           |
| 470749     | 2008 UP131 | 23 out 2008 | Kitt Peak    | Spacewatch          | —         | MPC                           |
| 470750     | 2008 UX131 | 23 out 2008 | Kitt Peak    | Spacewatch          | —         | MPC                           |
| 470751     | 2008 UB140 | 25 set 2008 | Mount Lemmon | Mount Lemmon Survey | —         | MPC                           |
| 470752     | 2008 UK141 | 23 out 2008 | Kitt Peak    | Spacewatch          | —         | MPC                           |
| 470753     | 2008 UN143 | 6 set 2008  | Mount Lemmon | Mount Lemmon Survey | —         | MPC                           |
| 470754     | 2008 UK147 | 23 out 2008 | Kitt Peak    | Spacewatch          | —         | MPC                           |
| 470755     | 2008 UF152 | 23 set 2008 | Kitt Peak    | Spacewatch          | —         | MPC                           |
| 470756     | 2008 UZ157 | 24 set 2008 | Mount Lemmon | Mount Lemmon Survey | —         | MPC                           |
| 470757     | 2008 UD164 | 9 out 2008  | Kitt Peak    | Spacewatch          | —         | MPC                           |
| 470758     | 2008 UC168 | 24 out 2008 | Kitt Peak    | Spacewatch          | —         | MPC                           |
| 470759     | 2008 UE169 | 6 set 2008  | Mount Lemmon | Mount Lemmon Survey | —         | MPC                           |
| 470760     | 2008 UL169 | 24 out 2008 | Kitt Peak    | Spacewatch          | —         | MPC                           |
| 470761     | 2008 UX195 | 25 set 2008 | Mount Lemmon | Mount Lemmon Survey | —         | MPC                           |
| 470762     | 2008 US198 | 29 set 2008 | Catalina     | CSS                 | —         | MPC                           |
| 470763     | 2008 UZ202 | 6 out 2008  | Catalina     | CSS                 | —         | MPC                           |
| 470764     | 2008 UN203 | 10 out 2008 | Catalina     | CSS                 | —         | MPC                           |
| 470765     | 2008 UP203 | 28 out 2008 | Socorro      | LINEAR              | —         | MPC                           |
| 470766     | 2008 UG209 | 23 out 2008 | Kitt Peak    | Spacewatch          | —         | MPC                           |
| 470767     | 2008 US221 | 25 out 2008 | Kitt Peak    | Spacewatch          | —         | MPC                           |
| 470768     | 2008 UU231 | 26 out 2008 | Kitt Peak    | Spacewatch          | —         | MPC                           |
| 470769     | 2008 UK240 | 26 out 2008 | Kitt Peak    | Spacewatch          | —         | MPC                           |
| 470770     | 2008 UR244 | 8 out 2008  | Socorro      | LINEAR              | —         | MPC                           |
| 470771     | 2008 UV244 | 9 set 2008  | Catalina     | CSS                 | —         | MPC                           |
| 470772     | 2008 UZ248 | 30 set 2008 | Catalina     | CSS                 | Juno      | MPC                           |
| 470773     | 2008 UV250 | 27 out 2008 | Kitt Peak    | Spacewatch          | —         | MPC                           |
| 470774     | 2008 UJ255 | 27 set 2008 | Mount Lemmon | Mount Lemmon Survey | Phocaea   | MPC                           |
| 470775     | 2008 UJ257 | 22 set 2008 | Mount Lemmon | Mount Lemmon Survey | —         | MPC                           |
| 470776     | 2008 UU258 | 24 set 2008 | Mount Lemmon | Mount Lemmon Survey | —         | MPC                           |
| 470777     | 2008 UA262 | 27 out 2008 | Kitt Peak    | Spacewatch          | —         | MPC                           |
| 470778     | 2008 UU263 | 27 out 2008 | Mount Lemmon | Mount Lemmon Survey | —         | MPC                           |
| 470779     | 2008 UO266 | 28 out 2008 | Kitt Peak    | Spacewatch          | —         | MPC                           |
| 470780     | 2008 UC273 | 28 out 2008 | Kitt Peak    | Spacewatch          | —         | MPC                           |
| 470781     | 2008 UT276 | 28 out 2008 | Mount Lemmon | Mount Lemmon Survey | —         | MPC                           |
| 470782     | 2008 UE287 | 1 out 2008  | Kitt Peak    | Spacewatch          | —         | MPC                           |
| 470783     | 2008 UD289 | 28 out 2008 | Kitt Peak    | Spacewatch          | —         | MPC                           |
| 470784     | 2008 UX297 | 29 out 2008 | Kitt Peak    | Spacewatch          | —         | MPC                           |
| 470785     | 2008 UX299 | 21 out 2008 | Kitt Peak    | Spacewatch          | —         | MPC                           |
| 470786     | 2008 UN301 | 21 out 2008 | Kitt Peak    | Spacewatch          | —         | MPC                           |
| 470787     | 2008 US302 | 21 out 2008 | Kitt Peak    | Spacewatch          | —         | MPC                           |
| 470788     | 2008 UR313 | 30 out 2008 | Catalina     | CSS                 | —         | MPC                           |
| 470789     | 2008 UT315 | 24 set 2008 | Mount Lemmon | Mount Lemmon Survey | —         | MPC                           |
| 470790     | 2008 UO322 | 31 out 2008 | Mount Lemmon | Mount Lemmon Survey | —         | MPC                           |
| 470791     | 2008 UP324 | 31 out 2008 | Kitt Peak    | Spacewatch          | —         | MPC                           |
| 470792     | 2008 UD343 | 21 out 2008 | Kitt Peak    | Spacewatch          | —         | MPC                           |
| 470793     | 2008 UE343 | 22 out 2008 | Kitt Peak    | Spacewatch          | —         | MPC                           |
| 470794     | 2008 UY347 | 23 out 2008 | Kitt Peak    | Spacewatch          | —         | MPC                           |
| 470795     | 2008 UU350 | 28 out 2008 | Kitt Peak    | Spacewatch          | —         | MPC                           |
| 470796     | 2008 UR357 | 24 out 2008 | Catalina     | CSS                 | —         | MPC                           |
| 470797     | 2008 UV359 | 28 out 2008 | Kitt Peak    | Spacewatch          | —         | MPC                           |
| 470798     | 2008 UJ361 | 25 set 2008 | Mount Lemmon | Mount Lemmon Survey | Phocaea   | MPC                           |
| 470799     | 2008 UV365 | 28 out 2008 | Kitt Peak    | Spacewatch          | —         | MPC                           |
| 470800     | 2008 UW369 | 31 out 2008 | Catalina     | CSS                 | —         | MPC                           |

## 470801–470900
| Designação | Designação | Descoberta  | Descoberta      | Descobridor(es)     | Categoria | Mais informações / Referência |
| Permanente | Provisória | Data        | Local           | Descobridor(es)     | Categoria | Mais informações / Referência |
| ---------- | ---------- | ----------- | --------------- | ------------------- | --------- | ----------------------------- |
| 470801     | 2008 VG1   | 5 set 2008  | Socorro         | LINEAR              | —         | MPC                           |
| 470802     | 2008 VS1   | 6 set 2008  | Mount Lemmon    | Mount Lemmon Survey | —         | MPC                           |
| 470803     | 2008 VA2   | 2 nov 2008  | Socorro         | LINEAR              | —         | MPC                           |
| 470804     | 2008 VJ2   | 20 out 2008 | Kitt Peak       | Spacewatch          | Phocaea   | MPC                           |
| 470805     | 2008 VY2   | 29 jul 2008 | Mount Lemmon    | Mount Lemmon Survey | —         | MPC                           |
| 470806     | 2008 VZ2   | 25 out 2008 | Kitt Peak       | Spacewatch          | —         | MPC                           |
| 470807     | 2008 VC5   | 6 nov 2008  | Socorro         | LINEAR              | Juno      | MPC                           |
| 470808     | 2008 VF14  | 29 jul 2008 | Mount Lemmon    | Mount Lemmon Survey | —         | MPC                           |
| 470809     | 2008 VE16  | 1 out 2008  | Mount Lemmon    | Mount Lemmon Survey | —         | MPC                           |
| 470810     | 2008 VR18  | 6 out 2008  | Mount Lemmon    | Mount Lemmon Survey | —         | MPC                           |
| 470811     | 2008 VE38  | 25 set 2008 | Mount Lemmon    | Mount Lemmon Survey | Juno      | MPC                           |
| 470812     | 2008 VK45  | 3 nov 2008  | Mount Lemmon    | Mount Lemmon Survey | —         | MPC                           |
| 470813     | 2008 VW49  | 4 nov 2008  | Kitt Peak       | Spacewatch          | —         | MPC                           |
| 470814     | 2008 VV64  | 2 nov 2008  | Mount Lemmon    | Mount Lemmon Survey | —         | MPC                           |
| 470815     | 2008 VM67  | 7 nov 2008  | Mount Lemmon    | Mount Lemmon Survey | —         | MPC                           |
| 470816     | 2008 VF73  | 2 nov 2008  | Mount Lemmon    | Mount Lemmon Survey | —         | MPC                           |
| 470817     | 2008 WD7   | 27 out 2008 | Kitt Peak       | Spacewatch          | —         | MPC                           |
| 470818     | 2008 WV12  | 18 nov 2008 | Bisei SG Center | BATTeRS             | —         | MPC                           |
| 470819     | 2008 WN23  | 18 nov 2008 | Catalina        | CSS                 | —         | MPC                           |
| 470820     | 2008 WN34  | 23 out 2008 | Kitt Peak       | Spacewatch          | —         | MPC                           |
| 470821     | 2008 WT44  | 17 nov 2008 | Kitt Peak       | Spacewatch          | —         | MPC                           |
| 470822     | 2008 WP59  | 3 out 2008  | Mount Lemmon    | Mount Lemmon Survey | Iannini   | MPC                           |
| 470823     | 2008 WQ59  | 1 nov 2008  | Mount Lemmon    | Mount Lemmon Survey | —         | MPC                           |
| 470824     | 2008 WB64  | 3 out 2008  | Mount Lemmon    | Mount Lemmon Survey | —         | MPC                           |
| 470825     | 2008 WF65  | 24 set 2008 | Mount Lemmon    | Mount Lemmon Survey | —         | MPC                           |
| 470826     | 2008 WA68  | 6 nov 2008  | Mount Lemmon    | Mount Lemmon Survey | —         | MPC                           |
| 470827     | 2008 WC69  | 18 nov 2008 | Kitt Peak       | Spacewatch          | —         | MPC                           |
| 470828     | 2008 WO69  | 18 nov 2008 | Kitt Peak       | Spacewatch          | —         | MPC                           |
| 470829     | 2008 WY74  | 29 set 2008 | Kitt Peak       | Spacewatch          | —         | MPC                           |
| 470830     | 2008 WB83  | 7 nov 2008  | Mount Lemmon    | Mount Lemmon Survey | —         | MPC                           |
| 470831     | 2008 WO94  | 1 nov 2008  | Mount Lemmon    | Mount Lemmon Survey | —         | MPC                           |
| 470832     | 2008 WW107 | 24 nov 2008 | Kitt Peak       | Spacewatch          | —         | MPC                           |
| 470833     | 2008 WO108 | 25 set 2008 | Mount Lemmon    | Mount Lemmon Survey | —         | MPC                           |
| 470834     | 2008 WR109 | 17 nov 2008 | Kitt Peak       | Spacewatch          | —         | MPC                           |
| 470835     | 2008 WA115 | 30 nov 2008 | Kitt Peak       | Spacewatch          | —         | MPC                           |
| 470836     | 2008 WT115 | 18 nov 2008 | Kitt Peak       | Spacewatch          | —         | MPC                           |
| 470837     | 2008 WF136 | 19 nov 2008 | Kitt Peak       | Spacewatch          | —         | MPC                           |
| 470838     | 2008 XN1   | 24 nov 2008 | Kitt Peak       | Spacewatch          | —         | MPC                           |
| 470839     | 2008 XV5   | 4 dez 2008  | Socorro         | LINEAR              | —         | MPC                           |
| 470840     | 2008 XA11  | 7 nov 2008  | Mount Lemmon    | Mount Lemmon Survey | —         | MPC                           |
| 470841     | 2008 XJ13  | 2 nov 2008  | Kitt Peak       | Spacewatch          | —         | MPC                           |
| 470842     | 2008 XM21  | 23 nov 2008 | Kitt Peak       | Spacewatch          | —         | MPC                           |
| 470843     | 2008 XD33  | 2 dez 2008  | Kitt Peak       | Spacewatch          | —         | MPC                           |
| 470844     | 2008 XZ51  | 4 dez 2008  | Catalina        | CSS                 | —         | MPC                           |
| 470845     | 2008 XE54  | 1 dez 2008  | Socorro         | LINEAR              | —         | MPC                           |
| 470846     | 2008 XB55  | 6 dez 2008  | Socorro         | LINEAR              | —         | MPC                           |
| 470847     | 2008 YY9   | 8 nov 2008  | Mount Lemmon    | Mount Lemmon Survey | Brangane  | MPC                           |
| 470848     | 2008 YH12  | 20 nov 2008 | Kitt Peak       | Spacewatch          | —         | MPC                           |
| 470849     | 2008 YS18  | 21 dez 2008 | Kitt Peak       | Spacewatch          | —         | MPC                           |
| 470850     | 2008 YH40  | 4 dez 2008  | Mount Lemmon    | Mount Lemmon Survey | —         | MPC                           |
| 470851     | 2008 YO42  | 6 dez 2008  | Kitt Peak       | Spacewatch          | —         | MPC                           |
| 470852     | 2008 YY47  | 20 nov 2008 | Mount Lemmon    | Mount Lemmon Survey | —         | MPC                           |
| 470853     | 2008 YX49  | 5 set 2007  | Catalina        | CSS                 | Phocaea   | MPC                           |
| 470854     | 2008 YX52  | 29 dez 2008 | Mount Lemmon    | Mount Lemmon Survey | —         | MPC                           |
| 470855     | 2008 YW53  | 29 dez 2008 | Mount Lemmon    | Mount Lemmon Survey | —         | MPC                           |
| 470856     | 2008 YX53  | 29 dez 2008 | Mount Lemmon    | Mount Lemmon Survey | —         | MPC                           |
| 470857     | 2008 YM73  | 30 dez 2008 | Kitt Peak       | Spacewatch          | —         | MPC                           |
| 470858     | 2008 YE96  | 29 dez 2008 | Mount Lemmon    | Mount Lemmon Survey | —         | MPC                           |
| 470859     | 2008 YV106 | 29 dez 2008 | Kitt Peak       | Spacewatch          | —         | MPC                           |
| 470860     | 2008 YT107 | 29 dez 2008 | Kitt Peak       | Spacewatch          | —         | MPC                           |
| 470861     | 2008 YH114 | 29 dez 2008 | Kitt Peak       | Spacewatch          | —         | MPC                           |
| 470862     | 2008 YW142 | 30 dez 2008 | Kitt Peak       | Spacewatch          | —         | MPC                           |
| 470863     | 2008 YX144 | 30 dez 2008 | Kitt Peak       | Spacewatch          | —         | MPC                           |
| 470864     | 2008 YV148 | 21 dez 2008 | Mount Lemmon    | Mount Lemmon Survey | —         | MPC                           |
| 470865     | 2008 YK156 | 29 dez 2008 | Mount Lemmon    | Mount Lemmon Survey | —         | MPC                           |
| 470866     | 2008 YK158 | 31 dez 2008 | Mount Lemmon    | Mount Lemmon Survey | Chloris   | MPC                           |
| 470867     | 2008 YU158 | 30 dez 2008 | Mount Lemmon    | Mount Lemmon Survey | —         | MPC                           |
| 470868     | 2008 YX166 | 21 dez 2008 | Socorro         | LINEAR              | —         | MPC                           |
| 470869     | 2009 AT13  | 22 dez 2008 | Kitt Peak       | Spacewatch          | —         | MPC                           |
| 470870     | 2009 AG24  | 3 jan 2009  | Kitt Peak       | Spacewatch          | —         | MPC                           |
| 470871     | 2009 AO27  | 2 jan 2009  | Kitt Peak       | Spacewatch          | —         | MPC                           |
| 470872     | 2009 AY32  | 29 dez 2008 | Mount Lemmon    | Mount Lemmon Survey | —         | MPC                           |
| 470873     | 2009 AR43  | 2 jan 2009  | Kitt Peak       | Spacewatch          | —         | MPC                           |
| 470874     | 2009 AQ46  | 3 jan 2009  | Mount Lemmon    | Mount Lemmon Survey | —         | MPC                           |
| 470875     | 2009 BX11  | 28 set 2008 | Kitt Peak       | Spacewatch          | —         | MPC                           |
| 470876     | 2009 BG28  | 10 out 1993 | Kitt Peak       | Spacewatch          | —         | MPC                           |
| 470877     | 2009 BP28  | 29 dez 2008 | Kitt Peak       | Spacewatch          | —         | MPC                           |
| 470878     | 2009 BK30  | 3 jan 2009  | Kitt Peak       | Spacewatch          | —         | MPC                           |
| 470879     | 2009 BP36  | 30 dez 2008 | Mount Lemmon    | Mount Lemmon Survey | —         | MPC                           |
| 470880     | 2009 BC45  | 16 jan 2009 | Kitt Peak       | Spacewatch          | —         | MPC                           |
| 470881     | 2009 BG45  | 16 jan 2009 | Kitt Peak       | Spacewatch          | Brangane  | MPC                           |
| 470882     | 2009 BE46  | 16 jan 2009 | Kitt Peak       | Spacewatch          | —         | MPC                           |
| 470883     | 2009 BT50  | 22 dez 2008 | Mount Lemmon    | Mount Lemmon Survey | —         | MPC                           |
| 470884     | 2009 BC55  | 1 jan 2009  | Mount Lemmon    | Mount Lemmon Survey | —         | MPC                           |
| 470885     | 2009 BR57  | 22 dez 2008 | Mount Lemmon    | Mount Lemmon Survey | —         | MPC                           |
| 470886     | 2009 BS68  | 25 jan 2009 | Kitt Peak       | Spacewatch          | —         | MPC                           |
| 470887     | 2009 BS89  | 30 dez 2008 | Mount Lemmon    | Mount Lemmon Survey | —         | MPC                           |
| 470888     | 2009 BV120 | 20 jan 2009 | Mount Lemmon    | Mount Lemmon Survey | —         | MPC                           |
| 470889     | 2009 BN138 | 15 jan 2009 | Kitt Peak       | Spacewatch          | —         | MPC                           |
| 470890     | 2009 BE143 | 30 jan 2009 | Kitt Peak       | Spacewatch          | —         | MPC                           |
| 470891     | 2009 BX165 | 31 jan 2009 | Kitt Peak       | Spacewatch          | —         | MPC                           |
| 470892     | 2009 BH166 | 20 jan 2009 | Kitt Peak       | Spacewatch          | —         | MPC                           |
| 470893     | 2009 BQ175 | 29 jan 2009 | Mount Lemmon    | Mount Lemmon Survey | —         | MPC                           |
| 470894     | 2009 BT187 | 31 jan 2009 | Mount Lemmon    | Mount Lemmon Survey | —         | MPC                           |
| 470895     | 2009 BL189 | 18 jan 2009 | Catalina        | CSS                 | —         | MPC                           |
| 470896     | 2009 CR11  | 9 abr 1999  | Kitt Peak       | Spacewatch          | —         | MPC                           |
| 470897     | 2009 CO16  | 1 fev 2009  | Mount Lemmon    | Mount Lemmon Survey | —         | MPC                           |
| 470898     | 2009 CM23  | 1 fev 2009  | Kitt Peak       | Spacewatch          | —         | MPC                           |
| 470899     | 2009 CH36  | 2 jan 2009  | Kitt Peak       | Spacewatch          | —         | MPC                           |
| 470900     | 2009 CA42  | 1 jan 2009  | Kitt Peak       | Spacewatch          | Brangane  | MPC                           |

## 470901–471000
| Designação | Designação | Descoberta  | Descoberta    | Descobridor(es)     | Categoria | Mais informações / Referência |
| Permanente | Provisória | Data        | Local         | Descobridor(es)     | Categoria | Mais informações / Referência |
| ---------- | ---------- | ----------- | ------------- | ------------------- | --------- | ----------------------------- |
| 470901     | 2009 CF47  | 14 fev 2009 | Kitt Peak     | Spacewatch          | —         | MPC                           |
| 470902     | 2009 CD49  | 14 set 2007 | Kitt Peak     | Spacewatch          | —         | MPC                           |
| 470903     | 2009 CH49  | 14 fev 2009 | Mount Lemmon  | Mount Lemmon Survey | —         | MPC                           |
| 470904     | 2009 CV52  | 14 fev 2009 | Mount Lemmon  | Mount Lemmon Survey | —         | MPC                           |
| 470905     | 2009 CX57  | 3 fev 2009  | Kitt Peak     | Spacewatch          | —         | MPC                           |
| 470906     | 2009 CQ58  | 4 fev 2009  | Mount Lemmon  | Mount Lemmon Survey | —         | MPC                           |
| 470907     | 2009 CQ60  | 5 fev 2009  | Kitt Peak     | Spacewatch          | —         | MPC                           |
| 470908     | 2009 DB44  | 11 nov 2007 | Mount Lemmon  | Mount Lemmon Survey | —         | MPC                           |
| 470909     | 2009 DK46  | 28 fev 2009 | Kitt Peak     | Spacewatch          | —         | MPC                           |
| 470910     | 2009 DH48  | 27 fev 2009 | Catalina      | CSS                 | —         | MPC                           |
| 470911     | 2009 DF52  | 22 fev 2009 | Kitt Peak     | Spacewatch          | —         | MPC                           |
| 470912     | 2009 DH72  | 21 fev 2009 | Kitt Peak     | Spacewatch          | —         | MPC                           |
| 470913     | 2009 DK78  | 17 jan 2009 | Kitt Peak     | Spacewatch          | —         | MPC                           |
| 470914     | 2009 DN80  | 13 fev 2009 | Kitt Peak     | Spacewatch          | —         | MPC                           |
| 470915     | 2009 DT88  | 22 fev 2009 | Kitt Peak     | Spacewatch          | —         | MPC                           |
| 470916     | 2009 DE92  | 31 jan 2009 | Mount Lemmon  | Mount Lemmon Survey | —         | MPC                           |
| 470917     | 2009 DN97  | 22 fev 2009 | Kitt Peak     | Spacewatch          | —         | MPC                           |
| 470918     | 2009 DA101 | 3 out 2006  | Kitt Peak     | Spacewatch          | —         | MPC                           |
| 470919     | 2009 DD102 | 22 fev 2009 | Kitt Peak     | Spacewatch          | Brangane  | MPC                           |
| 470920     | 2009 DG105 | 26 fev 2009 | Kitt Peak     | Spacewatch          | —         | MPC                           |
| 470921     | 2009 DG130 | 28 fev 2009 | Kitt Peak     | Spacewatch          | —         | MPC                           |
| 470922     | 2009 DQ132 | 3 fev 2009  | Kitt Peak     | Spacewatch          | Brangane  | MPC                           |
| 470923     | 2009 EE5   | 1 mar 2009  | Mount Lemmon  | Mount Lemmon Survey | —         | MPC                           |
| 470924     | 2009 EY24  | 19 fev 2009 | Kitt Peak     | Spacewatch          | —         | MPC                           |
| 470925     | 2009 EO28  | 2 mar 2009  | Mount Lemmon  | Mount Lemmon Survey | —         | MPC                           |
| 470926     | 2009 EF31  | 3 mar 2009  | Catalina      | CSS                 | —         | MPC                           |
| 470927     | 2009 FZ    | 16 mar 2009 | La Sagra      | Mallorca Obs.       | —         | MPC                           |
| 470928     | 2009 FM2   | 17 mar 2009 | La Sagra      | Mallorca Obs.       | —         | MPC                           |
| 470929     | 2009 FR13  | 27 fev 2009 | Kitt Peak     | Spacewatch          | —         | MPC                           |
| 470930     | 2009 FP26  | 17 mar 2009 | Kitt Peak     | Spacewatch          | —         | MPC                           |
| 470931     | 2009 FZ41  | 1 mar 2009  | Kitt Peak     | Spacewatch          | —         | MPC                           |
| 470932     | 2009 FN50  | 28 mar 2009 | Kitt Peak     | Spacewatch          | —         | MPC                           |
| 470933     | 2009 FY67  | 31 mar 2009 | Kitt Peak     | Spacewatch          | —         | MPC                           |
| 470934     | 2009 HS4   | 27 mar 2009 | Kitt Peak     | Spacewatch          | —         | MPC                           |
| 470935     | 2009 HA7   | 30 ago 2005 | Kitt Peak     | Spacewatch          | —         | MPC                           |
| 470936     | 2009 HJ12  | 9 fev 2008  | Mount Lemmon  | Mount Lemmon Survey | —         | MPC                           |
| 470937     | 2009 HY37  | 24 mar 2009 | Mount Lemmon  | Mount Lemmon Survey | —         | MPC                           |
| 470938     | 2009 HH63  | 22 abr 2009 | Mount Lemmon  | Mount Lemmon Survey | —         | MPC                           |
| 470939     | 2009 HA64  | 22 abr 2009 | Mount Lemmon  | Mount Lemmon Survey | —         | MPC                           |
| 470940     | 2009 HE71  | 22 abr 2009 | Mount Lemmon  | Mount Lemmon Survey | —         | MPC                           |
| 470941     | 2009 HO92  | 26 abr 2009 | Kitt Peak     | Spacewatch          | —         | MPC                           |
| 470942     | 2009 HV98  | 27 abr 2009 | Kitt Peak     | Spacewatch          | —         | MPC                           |
| 470943     | 2009 HY100 | 30 abr 2009 | Kitt Peak     | Spacewatch          | —         | MPC                           |
| 470944     | 2009 HA103 | 17 abr 2009 | Kitt Peak     | Spacewatch          | Eos       | MPC                           |
| 470945     | 2009 HN106 | 26 abr 2009 | Siding Spring | SSS                 | —         | MPC                           |
| 470946     | 2009 HS106 | 21 abr 2009 | Socorro       | LINEAR              | —         | MPC                           |
| 470947     | 2009 KE12  | 26 abr 2009 | Kitt Peak     | Spacewatch          | —         | MPC                           |
| 470948     | 2009 KW12  | 18 abr 2009 | Mount Lemmon  | Mount Lemmon Survey | —         | MPC                           |
| 470949     | 2009 KD30  | 26 mai 2009 | Kitt Peak     | Spacewatch          | —         | MPC                           |
| 470950     | 2009 KO37  | 27 abr 2009 | Catalina      | CSS                 | —         | MPC                           |
| 470951     | 2009 LS    | 12 jun 2009 | Catalina      | CSS                 | —         | MPC                           |
| 470952     | 2009 OM10  | 1 jul 2009  | Siding Spring | SSS                 | —         | MPC                           |
| 470953     | 2009 OT10  | 27 jul 2009 | Catalina      | CSS                 | Juno      | MPC                           |
| 470954     | 2009 PQ5   | 27 jul 2009 | Kitt Peak     | Spacewatch          | —         | MPC                           |
| 470955     | 2009 PQ17  | 1 ago 2009  | Kitt Peak     | Spacewatch          | —         | MPC                           |
| 470956     | 2009 PC20  | 15 ago 2009 | Kitt Peak     | Spacewatch          | —         | MPC                           |
| 470957     | 2009 PL20  | 15 ago 2009 | Kitt Peak     | Spacewatch          | —         | MPC                           |
| 470958     | 2009 QP1   | 16 ago 2009 | Tzec Maun     | F. Tozzi            | —         | MPC                           |
| 470959     | 2009 QM12  | 16 ago 2009 | Kitt Peak     | Spacewatch          | —         | MPC                           |
| 470960     | 2009 QU13  | 16 ago 2009 | Kitt Peak     | Spacewatch          | —         | MPC                           |
| 470961     | 2009 QG15  | 16 ago 2009 | Kitt Peak     | Spacewatch          | —         | MPC                           |
| 470962     | 2009 QZ24  | 17 ago 2009 | La Sagra      | Mallorca Obs.       | —         | MPC                           |
| 470963     | 2009 QB25  | 19 jun 2009 | Kitt Peak     | Spacewatch          | —         | MPC                           |
| 470964     | 2009 QU33  | 27 ago 2009 | Plana         | F. Fratev           | —         | MPC                           |
| 470965     | 2009 QL40  | 15 ago 2009 | Kitt Peak     | Spacewatch          | —         | MPC                           |
| 470966     | 2009 QQ49  | 28 ago 2009 | Kitt Peak     | Spacewatch          | —         | MPC                           |
| 470967     | 2009 RF16  | 12 set 2009 | Kitt Peak     | Spacewatch          | —         | MPC                           |
| 470968     | 2009 RE29  | 14 set 2009 | Kitt Peak     | Spacewatch          | —         | MPC                           |
| 470969     | 2009 RJ33  | 14 set 2009 | Kitt Peak     | Spacewatch          | —         | MPC                           |
| 470970     | 2009 RE35  | 14 set 2009 | Kitt Peak     | Spacewatch          | —         | MPC                           |
| 470971     | 2009 RR41  | 15 set 2009 | Kitt Peak     | Spacewatch          | —         | MPC                           |
| 470972     | 2009 RJ48  | 15 set 2009 | Kitt Peak     | Spacewatch          | Mitidika  | MPC                           |
| 470973     | 2009 RL48  | 15 set 2009 | Kitt Peak     | Spacewatch          | —         | MPC                           |
| 470974     | 2009 RS65  | 15 set 2009 | Kitt Peak     | Spacewatch          | —         | MPC                           |
| 470975     | 2009 SC15  | 19 set 2009 | Mount Lemmon  | Mount Lemmon Survey | —         | MPC                           |
| 470976     | 2009 SU17  | 17 set 2009 | La Sagra      | Mallorca Obs.       | —         | MPC                           |
| 470977     | 2009 SJ22  | 16 set 2009 | Kitt Peak     | Spacewatch          | Juno      | MPC                           |
| 470978     | 2009 SD29  | 16 set 2009 | Kitt Peak     | Spacewatch          | —         | MPC                           |
| 470979     | 2009 SG56  | 17 set 2009 | Kitt Peak     | Spacewatch          | —         | MPC                           |
| 470980     | 2009 SN56  | 17 set 2009 | Kitt Peak     | Spacewatch          | —         | MPC                           |
| 470981     | 2009 SM57  | 17 set 2009 | Kitt Peak     | Spacewatch          | —         | MPC                           |
| 470982     | 2009 SS57  | 17 set 2009 | Kitt Peak     | Spacewatch          | —         | MPC                           |
| 470983     | 2009 ST58  | 17 set 2009 | Kitt Peak     | Spacewatch          | —         | MPC                           |
| 470984     | 2009 SV58  | 17 set 2009 | Kitt Peak     | Spacewatch          | —         | MPC                           |
| 470985     | 2009 SL59  | 17 set 2009 | Kitt Peak     | Spacewatch          | —         | MPC                           |
| 470986     | 2009 SS71  | 17 set 2009 | Mount Lemmon  | Mount Lemmon Survey | —         | MPC                           |
| 470987     | 2009 SV82  | 18 set 2009 | Kitt Peak     | Spacewatch          | —         | MPC                           |
| 470988     | 2009 SG99  | 22 set 2009 | Dauban        | F. Kugel            | —         | MPC                           |
| 470989     | 2009 SW103 | 25 set 2009 | Tzec Maun     | Tzec Maun Obs.      | —         | MPC                           |
| 470990     | 2009 SU108 | 18 ago 2009 | Catalina      | CSS                 | —         | MPC                           |
| 470991     | 2009 SH126 | 18 set 2009 | Kitt Peak     | Spacewatch          | —         | MPC                           |
| 470992     | 2009 SB128 | 18 set 2009 | Kitt Peak     | Spacewatch          | Juno      | MPC                           |
| 470993     | 2009 SE129 | 28 jun 1998 | Kitt Peak     | Spacewatch          | —         | MPC                           |
| 470994     | 2009 SY129 | 18 set 2009 | Kitt Peak     | Spacewatch          | —         | MPC                           |
| 470995     | 2009 SK130 | 18 set 2009 | Kitt Peak     | Spacewatch          | —         | MPC                           |
| 470996     | 2009 SW137 | 18 set 2009 | Kitt Peak     | Spacewatch          | —         | MPC                           |
| 470997     | 2009 SK139 | 19 set 2009 | Kitt Peak     | Spacewatch          | —         | MPC                           |
| 470998     | 2009 SX142 | 19 set 2009 | Kitt Peak     | Spacewatch          | Mitidika  | MPC                           |
| 470999     | 2009 SU147 | 9 abr 2004  | Siding Spring | SSS                 | —         | MPC                           |
| 471000     | 2009 SE164 | 21 set 2009 | Kitt Peak     | Spacewatch          | —         | MPC                           |